# Clouage
Cet article concerne un thème tactique échiquéen. Pour autres sens, voir Clouage (génie civil).
Aux échecs, le clouage est une situation dans laquelle une pièce menacée ne peut pas se déplacer sans exposer une pièce de plus grande valeur à une capture. Clouer est l'action d'attaquer une pièce adverse de façon à créer un clouage. La pièce directement attaquée est dite clouée.
Si le déplacement de la pièce clouée aboutissait à exposer son roi à un échec, alors ce coup est interdit par les règles du jeu et on parle de clouage absolu. Dans les autres cas, le clouage est relatif.

## Définition et exemples de clouage
|   | a | b | c | d | e | f | g | h |   |
| 8 | Tour noire sur case blanche a8 · Roi noir sur case blanche c8 · Pion noir sur case noire g7 · Cavalier sur case blanche e6 · Fou noir sur case blanche b5 · Fou blanc sur case blanche f5 · Pion sur case blanche a4 · Dame blanche sur case noire a1 · Roi blanc sur case blanche d1 | Tour noire sur case blanche a8 · Roi noir sur case blanche c8 · Pion noir sur case noire g7 · Cavalier sur case blanche e6 · Fou noir sur case blanche b5 · Fou blanc sur case blanche f5 · Pion sur case blanche a4 · Dame blanche sur case noire a1 · Roi blanc sur case blanche d1 | Tour noire sur case blanche a8 · Roi noir sur case blanche c8 · Pion noir sur case noire g7 · Cavalier sur case blanche e6 · Fou noir sur case blanche b5 · Fou blanc sur case blanche f5 · Pion sur case blanche a4 · Dame blanche sur case noire a1 · Roi blanc sur case blanche d1 | Tour noire sur case blanche a8 · Roi noir sur case blanche c8 · Pion noir sur case noire g7 · Cavalier sur case blanche e6 · Fou noir sur case blanche b5 · Fou blanc sur case blanche f5 · Pion sur case blanche a4 · Dame blanche sur case noire a1 · Roi blanc sur case blanche d1 | Tour noire sur case blanche a8 · Roi noir sur case blanche c8 · Pion noir sur case noire g7 · Cavalier sur case blanche e6 · Fou noir sur case blanche b5 · Fou blanc sur case blanche f5 · Pion sur case blanche a4 · Dame blanche sur case noire a1 · Roi blanc sur case blanche d1 | Tour noire sur case blanche a8 · Roi noir sur case blanche c8 · Pion noir sur case noire g7 · Cavalier sur case blanche e6 · Fou noir sur case blanche b5 · Fou blanc sur case blanche f5 · Pion sur case blanche a4 · Dame blanche sur case noire a1 · Roi blanc sur case blanche d1 | Tour noire sur case blanche a8 · Roi noir sur case blanche c8 · Pion noir sur case noire g7 · Cavalier sur case blanche e6 · Fou noir sur case blanche b5 · Fou blanc sur case blanche f5 · Pion sur case blanche a4 · Dame blanche sur case noire a1 · Roi blanc sur case blanche d1 | Tour noire sur case blanche a8 · Roi noir sur case blanche c8 · Pion noir sur case noire g7 · Cavalier sur case blanche e6 · Fou noir sur case blanche b5 · Fou blanc sur case blanche f5 · Pion sur case blanche a4 · Dame blanche sur case noire a1 · Roi blanc sur case blanche d1 | 8 |
| 7 | Tour noire sur case blanche a8 · Roi noir sur case blanche c8 · Pion noir sur case noire g7 · Cavalier sur case blanche e6 · Fou noir sur case blanche b5 · Fou blanc sur case blanche f5 · Pion sur case blanche a4 · Dame blanche sur case noire a1 · Roi blanc sur case blanche d1 | Tour noire sur case blanche a8 · Roi noir sur case blanche c8 · Pion noir sur case noire g7 · Cavalier sur case blanche e6 · Fou noir sur case blanche b5 · Fou blanc sur case blanche f5 · Pion sur case blanche a4 · Dame blanche sur case noire a1 · Roi blanc sur case blanche d1 | Tour noire sur case blanche a8 · Roi noir sur case blanche c8 · Pion noir sur case noire g7 · Cavalier sur case blanche e6 · Fou noir sur case blanche b5 · Fou blanc sur case blanche f5 · Pion sur case blanche a4 · Dame blanche sur case noire a1 · Roi blanc sur case blanche d1 | Tour noire sur case blanche a8 · Roi noir sur case blanche c8 · Pion noir sur case noire g7 · Cavalier sur case blanche e6 · Fou noir sur case blanche b5 · Fou blanc sur case blanche f5 · Pion sur case blanche a4 · Dame blanche sur case noire a1 · Roi blanc sur case blanche d1 | Tour noire sur case blanche a8 · Roi noir sur case blanche c8 · Pion noir sur case noire g7 · Cavalier sur case blanche e6 · Fou noir sur case blanche b5 · Fou blanc sur case blanche f5 · Pion sur case blanche a4 · Dame blanche sur case noire a1 · Roi blanc sur case blanche d1 | Tour noire sur case blanche a8 · Roi noir sur case blanche c8 · Pion noir sur case noire g7 · Cavalier sur case blanche e6 · Fou noir sur case blanche b5 · Fou blanc sur case blanche f5 · Pion sur case blanche a4 · Dame blanche sur case noire a1 · Roi blanc sur case blanche d1 | Tour noire sur case blanche a8 · Roi noir sur case blanche c8 · Pion noir sur case noire g7 · Cavalier sur case blanche e6 · Fou noir sur case blanche b5 · Fou blanc sur case blanche f5 · Pion sur case blanche a4 · Dame blanche sur case noire a1 · Roi blanc sur case blanche d1 | Tour noire sur case blanche a8 · Roi noir sur case blanche c8 · Pion noir sur case noire g7 · Cavalier sur case blanche e6 · Fou noir sur case blanche b5 · Fou blanc sur case blanche f5 · Pion sur case blanche a4 · Dame blanche sur case noire a1 · Roi blanc sur case blanche d1 | 7 |
| 6 | Tour noire sur case blanche a8 · Roi noir sur case blanche c8 · Pion noir sur case noire g7 · Cavalier sur case blanche e6 · Fou noir sur case blanche b5 · Fou blanc sur case blanche f5 · Pion sur case blanche a4 · Dame blanche sur case noire a1 · Roi blanc sur case blanche d1 | Tour noire sur case blanche a8 · Roi noir sur case blanche c8 · Pion noir sur case noire g7 · Cavalier sur case blanche e6 · Fou noir sur case blanche b5 · Fou blanc sur case blanche f5 · Pion sur case blanche a4 · Dame blanche sur case noire a1 · Roi blanc sur case blanche d1 | Tour noire sur case blanche a8 · Roi noir sur case blanche c8 · Pion noir sur case noire g7 · Cavalier sur case blanche e6 · Fou noir sur case blanche b5 · Fou blanc sur case blanche f5 · Pion sur case blanche a4 · Dame blanche sur case noire a1 · Roi blanc sur case blanche d1 | Tour noire sur case blanche a8 · Roi noir sur case blanche c8 · Pion noir sur case noire g7 · Cavalier sur case blanche e6 · Fou noir sur case blanche b5 · Fou blanc sur case blanche f5 · Pion sur case blanche a4 · Dame blanche sur case noire a1 · Roi blanc sur case blanche d1 | Tour noire sur case blanche a8 · Roi noir sur case blanche c8 · Pion noir sur case noire g7 · Cavalier sur case blanche e6 · Fou noir sur case blanche b5 · Fou blanc sur case blanche f5 · Pion sur case blanche a4 · Dame blanche sur case noire a1 · Roi blanc sur case blanche d1 | Tour noire sur case blanche a8 · Roi noir sur case blanche c8 · Pion noir sur case noire g7 · Cavalier sur case blanche e6 · Fou noir sur case blanche b5 · Fou blanc sur case blanche f5 · Pion sur case blanche a4 · Dame blanche sur case noire a1 · Roi blanc sur case blanche d1 | Tour noire sur case blanche a8 · Roi noir sur case blanche c8 · Pion noir sur case noire g7 · Cavalier sur case blanche e6 · Fou noir sur case blanche b5 · Fou blanc sur case blanche f5 · Pion sur case blanche a4 · Dame blanche sur case noire a1 · Roi blanc sur case blanche d1 | Tour noire sur case blanche a8 · Roi noir sur case blanche c8 · Pion noir sur case noire g7 · Cavalier sur case blanche e6 · Fou noir sur case blanche b5 · Fou blanc sur case blanche f5 · Pion sur case blanche a4 · Dame blanche sur case noire a1 · Roi blanc sur case blanche d1 | 6 |
| 5 | Tour noire sur case blanche a8 · Roi noir sur case blanche c8 · Pion noir sur case noire g7 · Cavalier sur case blanche e6 · Fou noir sur case blanche b5 · Fou blanc sur case blanche f5 · Pion sur case blanche a4 · Dame blanche sur case noire a1 · Roi blanc sur case blanche d1 | Tour noire sur case blanche a8 · Roi noir sur case blanche c8 · Pion noir sur case noire g7 · Cavalier sur case blanche e6 · Fou noir sur case blanche b5 · Fou blanc sur case blanche f5 · Pion sur case blanche a4 · Dame blanche sur case noire a1 · Roi blanc sur case blanche d1 | Tour noire sur case blanche a8 · Roi noir sur case blanche c8 · Pion noir sur case noire g7 · Cavalier sur case blanche e6 · Fou noir sur case blanche b5 · Fou blanc sur case blanche f5 · Pion sur case blanche a4 · Dame blanche sur case noire a1 · Roi blanc sur case blanche d1 | Tour noire sur case blanche a8 · Roi noir sur case blanche c8 · Pion noir sur case noire g7 · Cavalier sur case blanche e6 · Fou noir sur case blanche b5 · Fou blanc sur case blanche f5 · Pion sur case blanche a4 · Dame blanche sur case noire a1 · Roi blanc sur case blanche d1 | Tour noire sur case blanche a8 · Roi noir sur case blanche c8 · Pion noir sur case noire g7 · Cavalier sur case blanche e6 · Fou noir sur case blanche b5 · Fou blanc sur case blanche f5 · Pion sur case blanche a4 · Dame blanche sur case noire a1 · Roi blanc sur case blanche d1 | Tour noire sur case blanche a8 · Roi noir sur case blanche c8 · Pion noir sur case noire g7 · Cavalier sur case blanche e6 · Fou noir sur case blanche b5 · Fou blanc sur case blanche f5 · Pion sur case blanche a4 · Dame blanche sur case noire a1 · Roi blanc sur case blanche d1 | Tour noire sur case blanche a8 · Roi noir sur case blanche c8 · Pion noir sur case noire g7 · Cavalier sur case blanche e6 · Fou noir sur case blanche b5 · Fou blanc sur case blanche f5 · Pion sur case blanche a4 · Dame blanche sur case noire a1 · Roi blanc sur case blanche d1 | Tour noire sur case blanche a8 · Roi noir sur case blanche c8 · Pion noir sur case noire g7 · Cavalier sur case blanche e6 · Fou noir sur case blanche b5 · Fou blanc sur case blanche f5 · Pion sur case blanche a4 · Dame blanche sur case noire a1 · Roi blanc sur case blanche d1 | 5 |
| 4 | Tour noire sur case blanche a8 · Roi noir sur case blanche c8 · Pion noir sur case noire g7 · Cavalier sur case blanche e6 · Fou noir sur case blanche b5 · Fou blanc sur case blanche f5 · Pion sur case blanche a4 · Dame blanche sur case noire a1 · Roi blanc sur case blanche d1 | Tour noire sur case blanche a8 · Roi noir sur case blanche c8 · Pion noir sur case noire g7 · Cavalier sur case blanche e6 · Fou noir sur case blanche b5 · Fou blanc sur case blanche f5 · Pion sur case blanche a4 · Dame blanche sur case noire a1 · Roi blanc sur case blanche d1 | Tour noire sur case blanche a8 · Roi noir sur case blanche c8 · Pion noir sur case noire g7 · Cavalier sur case blanche e6 · Fou noir sur case blanche b5 · Fou blanc sur case blanche f5 · Pion sur case blanche a4 · Dame blanche sur case noire a1 · Roi blanc sur case blanche d1 | Tour noire sur case blanche a8 · Roi noir sur case blanche c8 · Pion noir sur case noire g7 · Cavalier sur case blanche e6 · Fou noir sur case blanche b5 · Fou blanc sur case blanche f5 · Pion sur case blanche a4 · Dame blanche sur case noire a1 · Roi blanc sur case blanche d1 | Tour noire sur case blanche a8 · Roi noir sur case blanche c8 · Pion noir sur case noire g7 · Cavalier sur case blanche e6 · Fou noir sur case blanche b5 · Fou blanc sur case blanche f5 · Pion sur case blanche a4 · Dame blanche sur case noire a1 · Roi blanc sur case blanche d1 | Tour noire sur case blanche a8 · Roi noir sur case blanche c8 · Pion noir sur case noire g7 · Cavalier sur case blanche e6 · Fou noir sur case blanche b5 · Fou blanc sur case blanche f5 · Pion sur case blanche a4 · Dame blanche sur case noire a1 · Roi blanc sur case blanche d1 | Tour noire sur case blanche a8 · Roi noir sur case blanche c8 · Pion noir sur case noire g7 · Cavalier sur case blanche e6 · Fou noir sur case blanche b5 · Fou blanc sur case blanche f5 · Pion sur case blanche a4 · Dame blanche sur case noire a1 · Roi blanc sur case blanche d1 | Tour noire sur case blanche a8 · Roi noir sur case blanche c8 · Pion noir sur case noire g7 · Cavalier sur case blanche e6 · Fou noir sur case blanche b5 · Fou blanc sur case blanche f5 · Pion sur case blanche a4 · Dame blanche sur case noire a1 · Roi blanc sur case blanche d1 | 4 |
| 3 | Tour noire sur case blanche a8 · Roi noir sur case blanche c8 · Pion noir sur case noire g7 · Cavalier sur case blanche e6 · Fou noir sur case blanche b5 · Fou blanc sur case blanche f5 · Pion sur case blanche a4 · Dame blanche sur case noire a1 · Roi blanc sur case blanche d1 | Tour noire sur case blanche a8 · Roi noir sur case blanche c8 · Pion noir sur case noire g7 · Cavalier sur case blanche e6 · Fou noir sur case blanche b5 · Fou blanc sur case blanche f5 · Pion sur case blanche a4 · Dame blanche sur case noire a1 · Roi blanc sur case blanche d1 | Tour noire sur case blanche a8 · Roi noir sur case blanche c8 · Pion noir sur case noire g7 · Cavalier sur case blanche e6 · Fou noir sur case blanche b5 · Fou blanc sur case blanche f5 · Pion sur case blanche a4 · Dame blanche sur case noire a1 · Roi blanc sur case blanche d1 | Tour noire sur case blanche a8 · Roi noir sur case blanche c8 · Pion noir sur case noire g7 · Cavalier sur case blanche e6 · Fou noir sur case blanche b5 · Fou blanc sur case blanche f5 · Pion sur case blanche a4 · Dame blanche sur case noire a1 · Roi blanc sur case blanche d1 | Tour noire sur case blanche a8 · Roi noir sur case blanche c8 · Pion noir sur case noire g7 · Cavalier sur case blanche e6 · Fou noir sur case blanche b5 · Fou blanc sur case blanche f5 · Pion sur case blanche a4 · Dame blanche sur case noire a1 · Roi blanc sur case blanche d1 | Tour noire sur case blanche a8 · Roi noir sur case blanche c8 · Pion noir sur case noire g7 · Cavalier sur case blanche e6 · Fou noir sur case blanche b5 · Fou blanc sur case blanche f5 · Pion sur case blanche a4 · Dame blanche sur case noire a1 · Roi blanc sur case blanche d1 | Tour noire sur case blanche a8 · Roi noir sur case blanche c8 · Pion noir sur case noire g7 · Cavalier sur case blanche e6 · Fou noir sur case blanche b5 · Fou blanc sur case blanche f5 · Pion sur case blanche a4 · Dame blanche sur case noire a1 · Roi blanc sur case blanche d1 | Tour noire sur case blanche a8 · Roi noir sur case blanche c8 · Pion noir sur case noire g7 · Cavalier sur case blanche e6 · Fou noir sur case blanche b5 · Fou blanc sur case blanche f5 · Pion sur case blanche a4 · Dame blanche sur case noire a1 · Roi blanc sur case blanche d1 | 3 |
| 2 | Tour noire sur case blanche a8 · Roi noir sur case blanche c8 · Pion noir sur case noire g7 · Cavalier sur case blanche e6 · Fou noir sur case blanche b5 · Fou blanc sur case blanche f5 · Pion sur case blanche a4 · Dame blanche sur case noire a1 · Roi blanc sur case blanche d1 | Tour noire sur case blanche a8 · Roi noir sur case blanche c8 · Pion noir sur case noire g7 · Cavalier sur case blanche e6 · Fou noir sur case blanche b5 · Fou blanc sur case blanche f5 · Pion sur case blanche a4 · Dame blanche sur case noire a1 · Roi blanc sur case blanche d1 | Tour noire sur case blanche a8 · Roi noir sur case blanche c8 · Pion noir sur case noire g7 · Cavalier sur case blanche e6 · Fou noir sur case blanche b5 · Fou blanc sur case blanche f5 · Pion sur case blanche a4 · Dame blanche sur case noire a1 · Roi blanc sur case blanche d1 | Tour noire sur case blanche a8 · Roi noir sur case blanche c8 · Pion noir sur case noire g7 · Cavalier sur case blanche e6 · Fou noir sur case blanche b5 · Fou blanc sur case blanche f5 · Pion sur case blanche a4 · Dame blanche sur case noire a1 · Roi blanc sur case blanche d1 | Tour noire sur case blanche a8 · Roi noir sur case blanche c8 · Pion noir sur case noire g7 · Cavalier sur case blanche e6 · Fou noir sur case blanche b5 · Fou blanc sur case blanche f5 · Pion sur case blanche a4 · Dame blanche sur case noire a1 · Roi blanc sur case blanche d1 | Tour noire sur case blanche a8 · Roi noir sur case blanche c8 · Pion noir sur case noire g7 · Cavalier sur case blanche e6 · Fou noir sur case blanche b5 · Fou blanc sur case blanche f5 · Pion sur case blanche a4 · Dame blanche sur case noire a1 · Roi blanc sur case blanche d1 | Tour noire sur case blanche a8 · Roi noir sur case blanche c8 · Pion noir sur case noire g7 · Cavalier sur case blanche e6 · Fou noir sur case blanche b5 · Fou blanc sur case blanche f5 · Pion sur case blanche a4 · Dame blanche sur case noire a1 · Roi blanc sur case blanche d1 | Tour noire sur case blanche a8 · Roi noir sur case blanche c8 · Pion noir sur case noire g7 · Cavalier sur case blanche e6 · Fou noir sur case blanche b5 · Fou blanc sur case blanche f5 · Pion sur case blanche a4 · Dame blanche sur case noire a1 · Roi blanc sur case blanche d1 | 2 |
| 1 | Tour noire sur case blanche a8 · Roi noir sur case blanche c8 · Pion noir sur case noire g7 · Cavalier sur case blanche e6 · Fou noir sur case blanche b5 · Fou blanc sur case blanche f5 · Pion sur case blanche a4 · Dame blanche sur case noire a1 · Roi blanc sur case blanche d1 | Tour noire sur case blanche a8 · Roi noir sur case blanche c8 · Pion noir sur case noire g7 · Cavalier sur case blanche e6 · Fou noir sur case blanche b5 · Fou blanc sur case blanche f5 · Pion sur case blanche a4 · Dame blanche sur case noire a1 · Roi blanc sur case blanche d1 | Tour noire sur case blanche a8 · Roi noir sur case blanche c8 · Pion noir sur case noire g7 · Cavalier sur case blanche e6 · Fou noir sur case blanche b5 · Fou blanc sur case blanche f5 · Pion sur case blanche a4 · Dame blanche sur case noire a1 · Roi blanc sur case blanche d1 | Tour noire sur case blanche a8 · Roi noir sur case blanche c8 · Pion noir sur case noire g7 · Cavalier sur case blanche e6 · Fou noir sur case blanche b5 · Fou blanc sur case blanche f5 · Pion sur case blanche a4 · Dame blanche sur case noire a1 · Roi blanc sur case blanche d1 | Tour noire sur case blanche a8 · Roi noir sur case blanche c8 · Pion noir sur case noire g7 · Cavalier sur case blanche e6 · Fou noir sur case blanche b5 · Fou blanc sur case blanche f5 · Pion sur case blanche a4 · Dame blanche sur case noire a1 · Roi blanc sur case blanche d1 | Tour noire sur case blanche a8 · Roi noir sur case blanche c8 · Pion noir sur case noire g7 · Cavalier sur case blanche e6 · Fou noir sur case blanche b5 · Fou blanc sur case blanche f5 · Pion sur case blanche a4 · Dame blanche sur case noire a1 · Roi blanc sur case blanche d1 | Tour noire sur case blanche a8 · Roi noir sur case blanche c8 · Pion noir sur case noire g7 · Cavalier sur case blanche e6 · Fou noir sur case blanche b5 · Fou blanc sur case blanche f5 · Pion sur case blanche a4 · Dame blanche sur case noire a1 · Roi blanc sur case blanche d1 | Tour noire sur case blanche a8 · Roi noir sur case blanche c8 · Pion noir sur case noire g7 · Cavalier sur case blanche e6 · Fou noir sur case blanche b5 · Fou blanc sur case blanche f5 · Pion sur case blanche a4 · Dame blanche sur case noire a1 · Roi blanc sur case blanche d1 | 1 |
|   | a | b | c | d | e | f | g | h |   |

Pour qu'un clouage ait lieu, il faut que la pièce attaquante, la pièce clouée et celle qu'elle protège (la « pièce de l'arrière » selon Aaron Nimzowitsch) se trouvent sur une même rangée, colonne ou diagonale.
Dans le diagramme ci-contre, le cavalier noir fait l'objet d'un clouage absolu, car son déplacement exposerait le roi à un échec.
Il existe également un clouage relatif du pion blanc, car s'il prenait le fou noir il permettrait la capture de la dame par la tour noire. Contrairement au clouage absolu, sortir de ce clouage n'est pas un coup illégal.
Aaron Nimzowitsch fait aussi une différence entre clouage « total » où la pièce clouée ne peut absolument pas bouger, et clouage « partiel » ou « semi-clouage ». Dans ce dernier cas la pièce dispose de quelques cases pour se déplacer sans exposer la pièce de l'arrière. C'est, dans le diagramme, le cas du pion blanc : il peut avancer en a5, puis en a6 et a7, tout en restant cloué. À l'inverse, le cavalier est toujours en clouage total.
La protection qu'offre une pièce clouée en soutenant une autre pièce est « imaginaire ». Dans le diagramme la dame blanche pourrait sans problème prendre le pion g7 car le cavalier e6 cloué serait dans l'impossibilité de la reprendre. Le fou noir ne peut être pris par le pion blanc sans que les Blancs perdent la dame, il est donc en sécurité.
Il est ainsi possible, sans risque, à un joueur de mettre ses pièces et ses pions en prise par rapport à une pièce clouée puisqu'elle ne les attaque pas réellement.

## Utilisation stratégique et tactique du clouage
Le plus souvent, un clouage n'arrive que dans « les moments tactiques », par exemple lorsqu'une ou plusieurs pièces font des attaques successives sur une autre. Néanmoins, un clouage qui est préparé peut influencer l'ensemble d'une partie. Un clouage qui n'arrive que par moments, ou même la simple menace d'un clouage peuvent suffire à provoquer chez l'adversaire des « coups faibles ».
Il est souvent fructueux de chercher à gagner la pièce clouée. En effet, son immobilité tend à en faire une faiblesse. Le plan pour gagner cette pièce est de l'attaquer, de manière classique, c'est-à-dire en essayant d'avoir plus d'attaques que de défenses sur la pièce. C'est le plus souvent en rajoutant l'attaque d'un pion que la pièce sera gagnée, car elle ne peut fuir cette attaque.

## Exemple de clouage dans une partie
|   | a | b | c | d | e | f | g | h |   |
| 8 | Tour noire sur case blanche e8 · Dame noire sur case blanche g8 · Roi noir sur case noire h8 · Pion noir sur case noire a7 · Tour noire sur case noire e7 · Pion noir sur case blanche h7 · Pion noir sur case noire b6 · Pion blanc sur case blanche e6 · Pion noir sur case blanche g6 · Dame blanche sur case blanche b5 · Cavalier noir sur case noire c5 · Pion blanc sur case blanche a4 · Pion blanc sur case noire h4 · Pion blanc sur case noire c3 · Tour blanche sur case noire e3 · Pion blanc sur case noire g3 · Fou blanc sur case blanche h3 · Tour blanche sur case noire e1 · Roi blanc sur case noire g1 | Tour noire sur case blanche e8 · Dame noire sur case blanche g8 · Roi noir sur case noire h8 · Pion noir sur case noire a7 · Tour noire sur case noire e7 · Pion noir sur case blanche h7 · Pion noir sur case noire b6 · Pion blanc sur case blanche e6 · Pion noir sur case blanche g6 · Dame blanche sur case blanche b5 · Cavalier noir sur case noire c5 · Pion blanc sur case blanche a4 · Pion blanc sur case noire h4 · Pion blanc sur case noire c3 · Tour blanche sur case noire e3 · Pion blanc sur case noire g3 · Fou blanc sur case blanche h3 · Tour blanche sur case noire e1 · Roi blanc sur case noire g1 | Tour noire sur case blanche e8 · Dame noire sur case blanche g8 · Roi noir sur case noire h8 · Pion noir sur case noire a7 · Tour noire sur case noire e7 · Pion noir sur case blanche h7 · Pion noir sur case noire b6 · Pion blanc sur case blanche e6 · Pion noir sur case blanche g6 · Dame blanche sur case blanche b5 · Cavalier noir sur case noire c5 · Pion blanc sur case blanche a4 · Pion blanc sur case noire h4 · Pion blanc sur case noire c3 · Tour blanche sur case noire e3 · Pion blanc sur case noire g3 · Fou blanc sur case blanche h3 · Tour blanche sur case noire e1 · Roi blanc sur case noire g1 | Tour noire sur case blanche e8 · Dame noire sur case blanche g8 · Roi noir sur case noire h8 · Pion noir sur case noire a7 · Tour noire sur case noire e7 · Pion noir sur case blanche h7 · Pion noir sur case noire b6 · Pion blanc sur case blanche e6 · Pion noir sur case blanche g6 · Dame blanche sur case blanche b5 · Cavalier noir sur case noire c5 · Pion blanc sur case blanche a4 · Pion blanc sur case noire h4 · Pion blanc sur case noire c3 · Tour blanche sur case noire e3 · Pion blanc sur case noire g3 · Fou blanc sur case blanche h3 · Tour blanche sur case noire e1 · Roi blanc sur case noire g1 | Tour noire sur case blanche e8 · Dame noire sur case blanche g8 · Roi noir sur case noire h8 · Pion noir sur case noire a7 · Tour noire sur case noire e7 · Pion noir sur case blanche h7 · Pion noir sur case noire b6 · Pion blanc sur case blanche e6 · Pion noir sur case blanche g6 · Dame blanche sur case blanche b5 · Cavalier noir sur case noire c5 · Pion blanc sur case blanche a4 · Pion blanc sur case noire h4 · Pion blanc sur case noire c3 · Tour blanche sur case noire e3 · Pion blanc sur case noire g3 · Fou blanc sur case blanche h3 · Tour blanche sur case noire e1 · Roi blanc sur case noire g1 | Tour noire sur case blanche e8 · Dame noire sur case blanche g8 · Roi noir sur case noire h8 · Pion noir sur case noire a7 · Tour noire sur case noire e7 · Pion noir sur case blanche h7 · Pion noir sur case noire b6 · Pion blanc sur case blanche e6 · Pion noir sur case blanche g6 · Dame blanche sur case blanche b5 · Cavalier noir sur case noire c5 · Pion blanc sur case blanche a4 · Pion blanc sur case noire h4 · Pion blanc sur case noire c3 · Tour blanche sur case noire e3 · Pion blanc sur case noire g3 · Fou blanc sur case blanche h3 · Tour blanche sur case noire e1 · Roi blanc sur case noire g1 | Tour noire sur case blanche e8 · Dame noire sur case blanche g8 · Roi noir sur case noire h8 · Pion noir sur case noire a7 · Tour noire sur case noire e7 · Pion noir sur case blanche h7 · Pion noir sur case noire b6 · Pion blanc sur case blanche e6 · Pion noir sur case blanche g6 · Dame blanche sur case blanche b5 · Cavalier noir sur case noire c5 · Pion blanc sur case blanche a4 · Pion blanc sur case noire h4 · Pion blanc sur case noire c3 · Tour blanche sur case noire e3 · Pion blanc sur case noire g3 · Fou blanc sur case blanche h3 · Tour blanche sur case noire e1 · Roi blanc sur case noire g1 | Tour noire sur case blanche e8 · Dame noire sur case blanche g8 · Roi noir sur case noire h8 · Pion noir sur case noire a7 · Tour noire sur case noire e7 · Pion noir sur case blanche h7 · Pion noir sur case noire b6 · Pion blanc sur case blanche e6 · Pion noir sur case blanche g6 · Dame blanche sur case blanche b5 · Cavalier noir sur case noire c5 · Pion blanc sur case blanche a4 · Pion blanc sur case noire h4 · Pion blanc sur case noire c3 · Tour blanche sur case noire e3 · Pion blanc sur case noire g3 · Fou blanc sur case blanche h3 · Tour blanche sur case noire e1 · Roi blanc sur case noire g1 | 8 |
| 7 | Tour noire sur case blanche e8 · Dame noire sur case blanche g8 · Roi noir sur case noire h8 · Pion noir sur case noire a7 · Tour noire sur case noire e7 · Pion noir sur case blanche h7 · Pion noir sur case noire b6 · Pion blanc sur case blanche e6 · Pion noir sur case blanche g6 · Dame blanche sur case blanche b5 · Cavalier noir sur case noire c5 · Pion blanc sur case blanche a4 · Pion blanc sur case noire h4 · Pion blanc sur case noire c3 · Tour blanche sur case noire e3 · Pion blanc sur case noire g3 · Fou blanc sur case blanche h3 · Tour blanche sur case noire e1 · Roi blanc sur case noire g1 | Tour noire sur case blanche e8 · Dame noire sur case blanche g8 · Roi noir sur case noire h8 · Pion noir sur case noire a7 · Tour noire sur case noire e7 · Pion noir sur case blanche h7 · Pion noir sur case noire b6 · Pion blanc sur case blanche e6 · Pion noir sur case blanche g6 · Dame blanche sur case blanche b5 · Cavalier noir sur case noire c5 · Pion blanc sur case blanche a4 · Pion blanc sur case noire h4 · Pion blanc sur case noire c3 · Tour blanche sur case noire e3 · Pion blanc sur case noire g3 · Fou blanc sur case blanche h3 · Tour blanche sur case noire e1 · Roi blanc sur case noire g1 | Tour noire sur case blanche e8 · Dame noire sur case blanche g8 · Roi noir sur case noire h8 · Pion noir sur case noire a7 · Tour noire sur case noire e7 · Pion noir sur case blanche h7 · Pion noir sur case noire b6 · Pion blanc sur case blanche e6 · Pion noir sur case blanche g6 · Dame blanche sur case blanche b5 · Cavalier noir sur case noire c5 · Pion blanc sur case blanche a4 · Pion blanc sur case noire h4 · Pion blanc sur case noire c3 · Tour blanche sur case noire e3 · Pion blanc sur case noire g3 · Fou blanc sur case blanche h3 · Tour blanche sur case noire e1 · Roi blanc sur case noire g1 | Tour noire sur case blanche e8 · Dame noire sur case blanche g8 · Roi noir sur case noire h8 · Pion noir sur case noire a7 · Tour noire sur case noire e7 · Pion noir sur case blanche h7 · Pion noir sur case noire b6 · Pion blanc sur case blanche e6 · Pion noir sur case blanche g6 · Dame blanche sur case blanche b5 · Cavalier noir sur case noire c5 · Pion blanc sur case blanche a4 · Pion blanc sur case noire h4 · Pion blanc sur case noire c3 · Tour blanche sur case noire e3 · Pion blanc sur case noire g3 · Fou blanc sur case blanche h3 · Tour blanche sur case noire e1 · Roi blanc sur case noire g1 | Tour noire sur case blanche e8 · Dame noire sur case blanche g8 · Roi noir sur case noire h8 · Pion noir sur case noire a7 · Tour noire sur case noire e7 · Pion noir sur case blanche h7 · Pion noir sur case noire b6 · Pion blanc sur case blanche e6 · Pion noir sur case blanche g6 · Dame blanche sur case blanche b5 · Cavalier noir sur case noire c5 · Pion blanc sur case blanche a4 · Pion blanc sur case noire h4 · Pion blanc sur case noire c3 · Tour blanche sur case noire e3 · Pion blanc sur case noire g3 · Fou blanc sur case blanche h3 · Tour blanche sur case noire e1 · Roi blanc sur case noire g1 | Tour noire sur case blanche e8 · Dame noire sur case blanche g8 · Roi noir sur case noire h8 · Pion noir sur case noire a7 · Tour noire sur case noire e7 · Pion noir sur case blanche h7 · Pion noir sur case noire b6 · Pion blanc sur case blanche e6 · Pion noir sur case blanche g6 · Dame blanche sur case blanche b5 · Cavalier noir sur case noire c5 · Pion blanc sur case blanche a4 · Pion blanc sur case noire h4 · Pion blanc sur case noire c3 · Tour blanche sur case noire e3 · Pion blanc sur case noire g3 · Fou blanc sur case blanche h3 · Tour blanche sur case noire e1 · Roi blanc sur case noire g1 | Tour noire sur case blanche e8 · Dame noire sur case blanche g8 · Roi noir sur case noire h8 · Pion noir sur case noire a7 · Tour noire sur case noire e7 · Pion noir sur case blanche h7 · Pion noir sur case noire b6 · Pion blanc sur case blanche e6 · Pion noir sur case blanche g6 · Dame blanche sur case blanche b5 · Cavalier noir sur case noire c5 · Pion blanc sur case blanche a4 · Pion blanc sur case noire h4 · Pion blanc sur case noire c3 · Tour blanche sur case noire e3 · Pion blanc sur case noire g3 · Fou blanc sur case blanche h3 · Tour blanche sur case noire e1 · Roi blanc sur case noire g1 | Tour noire sur case blanche e8 · Dame noire sur case blanche g8 · Roi noir sur case noire h8 · Pion noir sur case noire a7 · Tour noire sur case noire e7 · Pion noir sur case blanche h7 · Pion noir sur case noire b6 · Pion blanc sur case blanche e6 · Pion noir sur case blanche g6 · Dame blanche sur case blanche b5 · Cavalier noir sur case noire c5 · Pion blanc sur case blanche a4 · Pion blanc sur case noire h4 · Pion blanc sur case noire c3 · Tour blanche sur case noire e3 · Pion blanc sur case noire g3 · Fou blanc sur case blanche h3 · Tour blanche sur case noire e1 · Roi blanc sur case noire g1 | 7 |
| 6 | Tour noire sur case blanche e8 · Dame noire sur case blanche g8 · Roi noir sur case noire h8 · Pion noir sur case noire a7 · Tour noire sur case noire e7 · Pion noir sur case blanche h7 · Pion noir sur case noire b6 · Pion blanc sur case blanche e6 · Pion noir sur case blanche g6 · Dame blanche sur case blanche b5 · Cavalier noir sur case noire c5 · Pion blanc sur case blanche a4 · Pion blanc sur case noire h4 · Pion blanc sur case noire c3 · Tour blanche sur case noire e3 · Pion blanc sur case noire g3 · Fou blanc sur case blanche h3 · Tour blanche sur case noire e1 · Roi blanc sur case noire g1 | Tour noire sur case blanche e8 · Dame noire sur case blanche g8 · Roi noir sur case noire h8 · Pion noir sur case noire a7 · Tour noire sur case noire e7 · Pion noir sur case blanche h7 · Pion noir sur case noire b6 · Pion blanc sur case blanche e6 · Pion noir sur case blanche g6 · Dame blanche sur case blanche b5 · Cavalier noir sur case noire c5 · Pion blanc sur case blanche a4 · Pion blanc sur case noire h4 · Pion blanc sur case noire c3 · Tour blanche sur case noire e3 · Pion blanc sur case noire g3 · Fou blanc sur case blanche h3 · Tour blanche sur case noire e1 · Roi blanc sur case noire g1 | Tour noire sur case blanche e8 · Dame noire sur case blanche g8 · Roi noir sur case noire h8 · Pion noir sur case noire a7 · Tour noire sur case noire e7 · Pion noir sur case blanche h7 · Pion noir sur case noire b6 · Pion blanc sur case blanche e6 · Pion noir sur case blanche g6 · Dame blanche sur case blanche b5 · Cavalier noir sur case noire c5 · Pion blanc sur case blanche a4 · Pion blanc sur case noire h4 · Pion blanc sur case noire c3 · Tour blanche sur case noire e3 · Pion blanc sur case noire g3 · Fou blanc sur case blanche h3 · Tour blanche sur case noire e1 · Roi blanc sur case noire g1 | Tour noire sur case blanche e8 · Dame noire sur case blanche g8 · Roi noir sur case noire h8 · Pion noir sur case noire a7 · Tour noire sur case noire e7 · Pion noir sur case blanche h7 · Pion noir sur case noire b6 · Pion blanc sur case blanche e6 · Pion noir sur case blanche g6 · Dame blanche sur case blanche b5 · Cavalier noir sur case noire c5 · Pion blanc sur case blanche a4 · Pion blanc sur case noire h4 · Pion blanc sur case noire c3 · Tour blanche sur case noire e3 · Pion blanc sur case noire g3 · Fou blanc sur case blanche h3 · Tour blanche sur case noire e1 · Roi blanc sur case noire g1 | Tour noire sur case blanche e8 · Dame noire sur case blanche g8 · Roi noir sur case noire h8 · Pion noir sur case noire a7 · Tour noire sur case noire e7 · Pion noir sur case blanche h7 · Pion noir sur case noire b6 · Pion blanc sur case blanche e6 · Pion noir sur case blanche g6 · Dame blanche sur case blanche b5 · Cavalier noir sur case noire c5 · Pion blanc sur case blanche a4 · Pion blanc sur case noire h4 · Pion blanc sur case noire c3 · Tour blanche sur case noire e3 · Pion blanc sur case noire g3 · Fou blanc sur case blanche h3 · Tour blanche sur case noire e1 · Roi blanc sur case noire g1 | Tour noire sur case blanche e8 · Dame noire sur case blanche g8 · Roi noir sur case noire h8 · Pion noir sur case noire a7 · Tour noire sur case noire e7 · Pion noir sur case blanche h7 · Pion noir sur case noire b6 · Pion blanc sur case blanche e6 · Pion noir sur case blanche g6 · Dame blanche sur case blanche b5 · Cavalier noir sur case noire c5 · Pion blanc sur case blanche a4 · Pion blanc sur case noire h4 · Pion blanc sur case noire c3 · Tour blanche sur case noire e3 · Pion blanc sur case noire g3 · Fou blanc sur case blanche h3 · Tour blanche sur case noire e1 · Roi blanc sur case noire g1 | Tour noire sur case blanche e8 · Dame noire sur case blanche g8 · Roi noir sur case noire h8 · Pion noir sur case noire a7 · Tour noire sur case noire e7 · Pion noir sur case blanche h7 · Pion noir sur case noire b6 · Pion blanc sur case blanche e6 · Pion noir sur case blanche g6 · Dame blanche sur case blanche b5 · Cavalier noir sur case noire c5 · Pion blanc sur case blanche a4 · Pion blanc sur case noire h4 · Pion blanc sur case noire c3 · Tour blanche sur case noire e3 · Pion blanc sur case noire g3 · Fou blanc sur case blanche h3 · Tour blanche sur case noire e1 · Roi blanc sur case noire g1 | Tour noire sur case blanche e8 · Dame noire sur case blanche g8 · Roi noir sur case noire h8 · Pion noir sur case noire a7 · Tour noire sur case noire e7 · Pion noir sur case blanche h7 · Pion noir sur case noire b6 · Pion blanc sur case blanche e6 · Pion noir sur case blanche g6 · Dame blanche sur case blanche b5 · Cavalier noir sur case noire c5 · Pion blanc sur case blanche a4 · Pion blanc sur case noire h4 · Pion blanc sur case noire c3 · Tour blanche sur case noire e3 · Pion blanc sur case noire g3 · Fou blanc sur case blanche h3 · Tour blanche sur case noire e1 · Roi blanc sur case noire g1 | 6 |
| 5 | Tour noire sur case blanche e8 · Dame noire sur case blanche g8 · Roi noir sur case noire h8 · Pion noir sur case noire a7 · Tour noire sur case noire e7 · Pion noir sur case blanche h7 · Pion noir sur case noire b6 · Pion blanc sur case blanche e6 · Pion noir sur case blanche g6 · Dame blanche sur case blanche b5 · Cavalier noir sur case noire c5 · Pion blanc sur case blanche a4 · Pion blanc sur case noire h4 · Pion blanc sur case noire c3 · Tour blanche sur case noire e3 · Pion blanc sur case noire g3 · Fou blanc sur case blanche h3 · Tour blanche sur case noire e1 · Roi blanc sur case noire g1 | Tour noire sur case blanche e8 · Dame noire sur case blanche g8 · Roi noir sur case noire h8 · Pion noir sur case noire a7 · Tour noire sur case noire e7 · Pion noir sur case blanche h7 · Pion noir sur case noire b6 · Pion blanc sur case blanche e6 · Pion noir sur case blanche g6 · Dame blanche sur case blanche b5 · Cavalier noir sur case noire c5 · Pion blanc sur case blanche a4 · Pion blanc sur case noire h4 · Pion blanc sur case noire c3 · Tour blanche sur case noire e3 · Pion blanc sur case noire g3 · Fou blanc sur case blanche h3 · Tour blanche sur case noire e1 · Roi blanc sur case noire g1 | Tour noire sur case blanche e8 · Dame noire sur case blanche g8 · Roi noir sur case noire h8 · Pion noir sur case noire a7 · Tour noire sur case noire e7 · Pion noir sur case blanche h7 · Pion noir sur case noire b6 · Pion blanc sur case blanche e6 · Pion noir sur case blanche g6 · Dame blanche sur case blanche b5 · Cavalier noir sur case noire c5 · Pion blanc sur case blanche a4 · Pion blanc sur case noire h4 · Pion blanc sur case noire c3 · Tour blanche sur case noire e3 · Pion blanc sur case noire g3 · Fou blanc sur case blanche h3 · Tour blanche sur case noire e1 · Roi blanc sur case noire g1 | Tour noire sur case blanche e8 · Dame noire sur case blanche g8 · Roi noir sur case noire h8 · Pion noir sur case noire a7 · Tour noire sur case noire e7 · Pion noir sur case blanche h7 · Pion noir sur case noire b6 · Pion blanc sur case blanche e6 · Pion noir sur case blanche g6 · Dame blanche sur case blanche b5 · Cavalier noir sur case noire c5 · Pion blanc sur case blanche a4 · Pion blanc sur case noire h4 · Pion blanc sur case noire c3 · Tour blanche sur case noire e3 · Pion blanc sur case noire g3 · Fou blanc sur case blanche h3 · Tour blanche sur case noire e1 · Roi blanc sur case noire g1 | Tour noire sur case blanche e8 · Dame noire sur case blanche g8 · Roi noir sur case noire h8 · Pion noir sur case noire a7 · Tour noire sur case noire e7 · Pion noir sur case blanche h7 · Pion noir sur case noire b6 · Pion blanc sur case blanche e6 · Pion noir sur case blanche g6 · Dame blanche sur case blanche b5 · Cavalier noir sur case noire c5 · Pion blanc sur case blanche a4 · Pion blanc sur case noire h4 · Pion blanc sur case noire c3 · Tour blanche sur case noire e3 · Pion blanc sur case noire g3 · Fou blanc sur case blanche h3 · Tour blanche sur case noire e1 · Roi blanc sur case noire g1 | Tour noire sur case blanche e8 · Dame noire sur case blanche g8 · Roi noir sur case noire h8 · Pion noir sur case noire a7 · Tour noire sur case noire e7 · Pion noir sur case blanche h7 · Pion noir sur case noire b6 · Pion blanc sur case blanche e6 · Pion noir sur case blanche g6 · Dame blanche sur case blanche b5 · Cavalier noir sur case noire c5 · Pion blanc sur case blanche a4 · Pion blanc sur case noire h4 · Pion blanc sur case noire c3 · Tour blanche sur case noire e3 · Pion blanc sur case noire g3 · Fou blanc sur case blanche h3 · Tour blanche sur case noire e1 · Roi blanc sur case noire g1 | Tour noire sur case blanche e8 · Dame noire sur case blanche g8 · Roi noir sur case noire h8 · Pion noir sur case noire a7 · Tour noire sur case noire e7 · Pion noir sur case blanche h7 · Pion noir sur case noire b6 · Pion blanc sur case blanche e6 · Pion noir sur case blanche g6 · Dame blanche sur case blanche b5 · Cavalier noir sur case noire c5 · Pion blanc sur case blanche a4 · Pion blanc sur case noire h4 · Pion blanc sur case noire c3 · Tour blanche sur case noire e3 · Pion blanc sur case noire g3 · Fou blanc sur case blanche h3 · Tour blanche sur case noire e1 · Roi blanc sur case noire g1 | Tour noire sur case blanche e8 · Dame noire sur case blanche g8 · Roi noir sur case noire h8 · Pion noir sur case noire a7 · Tour noire sur case noire e7 · Pion noir sur case blanche h7 · Pion noir sur case noire b6 · Pion blanc sur case blanche e6 · Pion noir sur case blanche g6 · Dame blanche sur case blanche b5 · Cavalier noir sur case noire c5 · Pion blanc sur case blanche a4 · Pion blanc sur case noire h4 · Pion blanc sur case noire c3 · Tour blanche sur case noire e3 · Pion blanc sur case noire g3 · Fou blanc sur case blanche h3 · Tour blanche sur case noire e1 · Roi blanc sur case noire g1 | 5 |
| 4 | Tour noire sur case blanche e8 · Dame noire sur case blanche g8 · Roi noir sur case noire h8 · Pion noir sur case noire a7 · Tour noire sur case noire e7 · Pion noir sur case blanche h7 · Pion noir sur case noire b6 · Pion blanc sur case blanche e6 · Pion noir sur case blanche g6 · Dame blanche sur case blanche b5 · Cavalier noir sur case noire c5 · Pion blanc sur case blanche a4 · Pion blanc sur case noire h4 · Pion blanc sur case noire c3 · Tour blanche sur case noire e3 · Pion blanc sur case noire g3 · Fou blanc sur case blanche h3 · Tour blanche sur case noire e1 · Roi blanc sur case noire g1 | Tour noire sur case blanche e8 · Dame noire sur case blanche g8 · Roi noir sur case noire h8 · Pion noir sur case noire a7 · Tour noire sur case noire e7 · Pion noir sur case blanche h7 · Pion noir sur case noire b6 · Pion blanc sur case blanche e6 · Pion noir sur case blanche g6 · Dame blanche sur case blanche b5 · Cavalier noir sur case noire c5 · Pion blanc sur case blanche a4 · Pion blanc sur case noire h4 · Pion blanc sur case noire c3 · Tour blanche sur case noire e3 · Pion blanc sur case noire g3 · Fou blanc sur case blanche h3 · Tour blanche sur case noire e1 · Roi blanc sur case noire g1 | Tour noire sur case blanche e8 · Dame noire sur case blanche g8 · Roi noir sur case noire h8 · Pion noir sur case noire a7 · Tour noire sur case noire e7 · Pion noir sur case blanche h7 · Pion noir sur case noire b6 · Pion blanc sur case blanche e6 · Pion noir sur case blanche g6 · Dame blanche sur case blanche b5 · Cavalier noir sur case noire c5 · Pion blanc sur case blanche a4 · Pion blanc sur case noire h4 · Pion blanc sur case noire c3 · Tour blanche sur case noire e3 · Pion blanc sur case noire g3 · Fou blanc sur case blanche h3 · Tour blanche sur case noire e1 · Roi blanc sur case noire g1 | Tour noire sur case blanche e8 · Dame noire sur case blanche g8 · Roi noir sur case noire h8 · Pion noir sur case noire a7 · Tour noire sur case noire e7 · Pion noir sur case blanche h7 · Pion noir sur case noire b6 · Pion blanc sur case blanche e6 · Pion noir sur case blanche g6 · Dame blanche sur case blanche b5 · Cavalier noir sur case noire c5 · Pion blanc sur case blanche a4 · Pion blanc sur case noire h4 · Pion blanc sur case noire c3 · Tour blanche sur case noire e3 · Pion blanc sur case noire g3 · Fou blanc sur case blanche h3 · Tour blanche sur case noire e1 · Roi blanc sur case noire g1 | Tour noire sur case blanche e8 · Dame noire sur case blanche g8 · Roi noir sur case noire h8 · Pion noir sur case noire a7 · Tour noire sur case noire e7 · Pion noir sur case blanche h7 · Pion noir sur case noire b6 · Pion blanc sur case blanche e6 · Pion noir sur case blanche g6 · Dame blanche sur case blanche b5 · Cavalier noir sur case noire c5 · Pion blanc sur case blanche a4 · Pion blanc sur case noire h4 · Pion blanc sur case noire c3 · Tour blanche sur case noire e3 · Pion blanc sur case noire g3 · Fou blanc sur case blanche h3 · Tour blanche sur case noire e1 · Roi blanc sur case noire g1 | Tour noire sur case blanche e8 · Dame noire sur case blanche g8 · Roi noir sur case noire h8 · Pion noir sur case noire a7 · Tour noire sur case noire e7 · Pion noir sur case blanche h7 · Pion noir sur case noire b6 · Pion blanc sur case blanche e6 · Pion noir sur case blanche g6 · Dame blanche sur case blanche b5 · Cavalier noir sur case noire c5 · Pion blanc sur case blanche a4 · Pion blanc sur case noire h4 · Pion blanc sur case noire c3 · Tour blanche sur case noire e3 · Pion blanc sur case noire g3 · Fou blanc sur case blanche h3 · Tour blanche sur case noire e1 · Roi blanc sur case noire g1 | Tour noire sur case blanche e8 · Dame noire sur case blanche g8 · Roi noir sur case noire h8 · Pion noir sur case noire a7 · Tour noire sur case noire e7 · Pion noir sur case blanche h7 · Pion noir sur case noire b6 · Pion blanc sur case blanche e6 · Pion noir sur case blanche g6 · Dame blanche sur case blanche b5 · Cavalier noir sur case noire c5 · Pion blanc sur case blanche a4 · Pion blanc sur case noire h4 · Pion blanc sur case noire c3 · Tour blanche sur case noire e3 · Pion blanc sur case noire g3 · Fou blanc sur case blanche h3 · Tour blanche sur case noire e1 · Roi blanc sur case noire g1 | Tour noire sur case blanche e8 · Dame noire sur case blanche g8 · Roi noir sur case noire h8 · Pion noir sur case noire a7 · Tour noire sur case noire e7 · Pion noir sur case blanche h7 · Pion noir sur case noire b6 · Pion blanc sur case blanche e6 · Pion noir sur case blanche g6 · Dame blanche sur case blanche b5 · Cavalier noir sur case noire c5 · Pion blanc sur case blanche a4 · Pion blanc sur case noire h4 · Pion blanc sur case noire c3 · Tour blanche sur case noire e3 · Pion blanc sur case noire g3 · Fou blanc sur case blanche h3 · Tour blanche sur case noire e1 · Roi blanc sur case noire g1 | 4 |
| 3 | Tour noire sur case blanche e8 · Dame noire sur case blanche g8 · Roi noir sur case noire h8 · Pion noir sur case noire a7 · Tour noire sur case noire e7 · Pion noir sur case blanche h7 · Pion noir sur case noire b6 · Pion blanc sur case blanche e6 · Pion noir sur case blanche g6 · Dame blanche sur case blanche b5 · Cavalier noir sur case noire c5 · Pion blanc sur case blanche a4 · Pion blanc sur case noire h4 · Pion blanc sur case noire c3 · Tour blanche sur case noire e3 · Pion blanc sur case noire g3 · Fou blanc sur case blanche h3 · Tour blanche sur case noire e1 · Roi blanc sur case noire g1 | Tour noire sur case blanche e8 · Dame noire sur case blanche g8 · Roi noir sur case noire h8 · Pion noir sur case noire a7 · Tour noire sur case noire e7 · Pion noir sur case blanche h7 · Pion noir sur case noire b6 · Pion blanc sur case blanche e6 · Pion noir sur case blanche g6 · Dame blanche sur case blanche b5 · Cavalier noir sur case noire c5 · Pion blanc sur case blanche a4 · Pion blanc sur case noire h4 · Pion blanc sur case noire c3 · Tour blanche sur case noire e3 · Pion blanc sur case noire g3 · Fou blanc sur case blanche h3 · Tour blanche sur case noire e1 · Roi blanc sur case noire g1 | Tour noire sur case blanche e8 · Dame noire sur case blanche g8 · Roi noir sur case noire h8 · Pion noir sur case noire a7 · Tour noire sur case noire e7 · Pion noir sur case blanche h7 · Pion noir sur case noire b6 · Pion blanc sur case blanche e6 · Pion noir sur case blanche g6 · Dame blanche sur case blanche b5 · Cavalier noir sur case noire c5 · Pion blanc sur case blanche a4 · Pion blanc sur case noire h4 · Pion blanc sur case noire c3 · Tour blanche sur case noire e3 · Pion blanc sur case noire g3 · Fou blanc sur case blanche h3 · Tour blanche sur case noire e1 · Roi blanc sur case noire g1 | Tour noire sur case blanche e8 · Dame noire sur case blanche g8 · Roi noir sur case noire h8 · Pion noir sur case noire a7 · Tour noire sur case noire e7 · Pion noir sur case blanche h7 · Pion noir sur case noire b6 · Pion blanc sur case blanche e6 · Pion noir sur case blanche g6 · Dame blanche sur case blanche b5 · Cavalier noir sur case noire c5 · Pion blanc sur case blanche a4 · Pion blanc sur case noire h4 · Pion blanc sur case noire c3 · Tour blanche sur case noire e3 · Pion blanc sur case noire g3 · Fou blanc sur case blanche h3 · Tour blanche sur case noire e1 · Roi blanc sur case noire g1 | Tour noire sur case blanche e8 · Dame noire sur case blanche g8 · Roi noir sur case noire h8 · Pion noir sur case noire a7 · Tour noire sur case noire e7 · Pion noir sur case blanche h7 · Pion noir sur case noire b6 · Pion blanc sur case blanche e6 · Pion noir sur case blanche g6 · Dame blanche sur case blanche b5 · Cavalier noir sur case noire c5 · Pion blanc sur case blanche a4 · Pion blanc sur case noire h4 · Pion blanc sur case noire c3 · Tour blanche sur case noire e3 · Pion blanc sur case noire g3 · Fou blanc sur case blanche h3 · Tour blanche sur case noire e1 · Roi blanc sur case noire g1 | Tour noire sur case blanche e8 · Dame noire sur case blanche g8 · Roi noir sur case noire h8 · Pion noir sur case noire a7 · Tour noire sur case noire e7 · Pion noir sur case blanche h7 · Pion noir sur case noire b6 · Pion blanc sur case blanche e6 · Pion noir sur case blanche g6 · Dame blanche sur case blanche b5 · Cavalier noir sur case noire c5 · Pion blanc sur case blanche a4 · Pion blanc sur case noire h4 · Pion blanc sur case noire c3 · Tour blanche sur case noire e3 · Pion blanc sur case noire g3 · Fou blanc sur case blanche h3 · Tour blanche sur case noire e1 · Roi blanc sur case noire g1 | Tour noire sur case blanche e8 · Dame noire sur case blanche g8 · Roi noir sur case noire h8 · Pion noir sur case noire a7 · Tour noire sur case noire e7 · Pion noir sur case blanche h7 · Pion noir sur case noire b6 · Pion blanc sur case blanche e6 · Pion noir sur case blanche g6 · Dame blanche sur case blanche b5 · Cavalier noir sur case noire c5 · Pion blanc sur case blanche a4 · Pion blanc sur case noire h4 · Pion blanc sur case noire c3 · Tour blanche sur case noire e3 · Pion blanc sur case noire g3 · Fou blanc sur case blanche h3 · Tour blanche sur case noire e1 · Roi blanc sur case noire g1 | Tour noire sur case blanche e8 · Dame noire sur case blanche g8 · Roi noir sur case noire h8 · Pion noir sur case noire a7 · Tour noire sur case noire e7 · Pion noir sur case blanche h7 · Pion noir sur case noire b6 · Pion blanc sur case blanche e6 · Pion noir sur case blanche g6 · Dame blanche sur case blanche b5 · Cavalier noir sur case noire c5 · Pion blanc sur case blanche a4 · Pion blanc sur case noire h4 · Pion blanc sur case noire c3 · Tour blanche sur case noire e3 · Pion blanc sur case noire g3 · Fou blanc sur case blanche h3 · Tour blanche sur case noire e1 · Roi blanc sur case noire g1 | 3 |
| 2 | Tour noire sur case blanche e8 · Dame noire sur case blanche g8 · Roi noir sur case noire h8 · Pion noir sur case noire a7 · Tour noire sur case noire e7 · Pion noir sur case blanche h7 · Pion noir sur case noire b6 · Pion blanc sur case blanche e6 · Pion noir sur case blanche g6 · Dame blanche sur case blanche b5 · Cavalier noir sur case noire c5 · Pion blanc sur case blanche a4 · Pion blanc sur case noire h4 · Pion blanc sur case noire c3 · Tour blanche sur case noire e3 · Pion blanc sur case noire g3 · Fou blanc sur case blanche h3 · Tour blanche sur case noire e1 · Roi blanc sur case noire g1 | Tour noire sur case blanche e8 · Dame noire sur case blanche g8 · Roi noir sur case noire h8 · Pion noir sur case noire a7 · Tour noire sur case noire e7 · Pion noir sur case blanche h7 · Pion noir sur case noire b6 · Pion blanc sur case blanche e6 · Pion noir sur case blanche g6 · Dame blanche sur case blanche b5 · Cavalier noir sur case noire c5 · Pion blanc sur case blanche a4 · Pion blanc sur case noire h4 · Pion blanc sur case noire c3 · Tour blanche sur case noire e3 · Pion blanc sur case noire g3 · Fou blanc sur case blanche h3 · Tour blanche sur case noire e1 · Roi blanc sur case noire g1 | Tour noire sur case blanche e8 · Dame noire sur case blanche g8 · Roi noir sur case noire h8 · Pion noir sur case noire a7 · Tour noire sur case noire e7 · Pion noir sur case blanche h7 · Pion noir sur case noire b6 · Pion blanc sur case blanche e6 · Pion noir sur case blanche g6 · Dame blanche sur case blanche b5 · Cavalier noir sur case noire c5 · Pion blanc sur case blanche a4 · Pion blanc sur case noire h4 · Pion blanc sur case noire c3 · Tour blanche sur case noire e3 · Pion blanc sur case noire g3 · Fou blanc sur case blanche h3 · Tour blanche sur case noire e1 · Roi blanc sur case noire g1 | Tour noire sur case blanche e8 · Dame noire sur case blanche g8 · Roi noir sur case noire h8 · Pion noir sur case noire a7 · Tour noire sur case noire e7 · Pion noir sur case blanche h7 · Pion noir sur case noire b6 · Pion blanc sur case blanche e6 · Pion noir sur case blanche g6 · Dame blanche sur case blanche b5 · Cavalier noir sur case noire c5 · Pion blanc sur case blanche a4 · Pion blanc sur case noire h4 · Pion blanc sur case noire c3 · Tour blanche sur case noire e3 · Pion blanc sur case noire g3 · Fou blanc sur case blanche h3 · Tour blanche sur case noire e1 · Roi blanc sur case noire g1 | Tour noire sur case blanche e8 · Dame noire sur case blanche g8 · Roi noir sur case noire h8 · Pion noir sur case noire a7 · Tour noire sur case noire e7 · Pion noir sur case blanche h7 · Pion noir sur case noire b6 · Pion blanc sur case blanche e6 · Pion noir sur case blanche g6 · Dame blanche sur case blanche b5 · Cavalier noir sur case noire c5 · Pion blanc sur case blanche a4 · Pion blanc sur case noire h4 · Pion blanc sur case noire c3 · Tour blanche sur case noire e3 · Pion blanc sur case noire g3 · Fou blanc sur case blanche h3 · Tour blanche sur case noire e1 · Roi blanc sur case noire g1 | Tour noire sur case blanche e8 · Dame noire sur case blanche g8 · Roi noir sur case noire h8 · Pion noir sur case noire a7 · Tour noire sur case noire e7 · Pion noir sur case blanche h7 · Pion noir sur case noire b6 · Pion blanc sur case blanche e6 · Pion noir sur case blanche g6 · Dame blanche sur case blanche b5 · Cavalier noir sur case noire c5 · Pion blanc sur case blanche a4 · Pion blanc sur case noire h4 · Pion blanc sur case noire c3 · Tour blanche sur case noire e3 · Pion blanc sur case noire g3 · Fou blanc sur case blanche h3 · Tour blanche sur case noire e1 · Roi blanc sur case noire g1 | Tour noire sur case blanche e8 · Dame noire sur case blanche g8 · Roi noir sur case noire h8 · Pion noir sur case noire a7 · Tour noire sur case noire e7 · Pion noir sur case blanche h7 · Pion noir sur case noire b6 · Pion blanc sur case blanche e6 · Pion noir sur case blanche g6 · Dame blanche sur case blanche b5 · Cavalier noir sur case noire c5 · Pion blanc sur case blanche a4 · Pion blanc sur case noire h4 · Pion blanc sur case noire c3 · Tour blanche sur case noire e3 · Pion blanc sur case noire g3 · Fou blanc sur case blanche h3 · Tour blanche sur case noire e1 · Roi blanc sur case noire g1 | Tour noire sur case blanche e8 · Dame noire sur case blanche g8 · Roi noir sur case noire h8 · Pion noir sur case noire a7 · Tour noire sur case noire e7 · Pion noir sur case blanche h7 · Pion noir sur case noire b6 · Pion blanc sur case blanche e6 · Pion noir sur case blanche g6 · Dame blanche sur case blanche b5 · Cavalier noir sur case noire c5 · Pion blanc sur case blanche a4 · Pion blanc sur case noire h4 · Pion blanc sur case noire c3 · Tour blanche sur case noire e3 · Pion blanc sur case noire g3 · Fou blanc sur case blanche h3 · Tour blanche sur case noire e1 · Roi blanc sur case noire g1 | 2 |
| 1 | Tour noire sur case blanche e8 · Dame noire sur case blanche g8 · Roi noir sur case noire h8 · Pion noir sur case noire a7 · Tour noire sur case noire e7 · Pion noir sur case blanche h7 · Pion noir sur case noire b6 · Pion blanc sur case blanche e6 · Pion noir sur case blanche g6 · Dame blanche sur case blanche b5 · Cavalier noir sur case noire c5 · Pion blanc sur case blanche a4 · Pion blanc sur case noire h4 · Pion blanc sur case noire c3 · Tour blanche sur case noire e3 · Pion blanc sur case noire g3 · Fou blanc sur case blanche h3 · Tour blanche sur case noire e1 · Roi blanc sur case noire g1 | Tour noire sur case blanche e8 · Dame noire sur case blanche g8 · Roi noir sur case noire h8 · Pion noir sur case noire a7 · Tour noire sur case noire e7 · Pion noir sur case blanche h7 · Pion noir sur case noire b6 · Pion blanc sur case blanche e6 · Pion noir sur case blanche g6 · Dame blanche sur case blanche b5 · Cavalier noir sur case noire c5 · Pion blanc sur case blanche a4 · Pion blanc sur case noire h4 · Pion blanc sur case noire c3 · Tour blanche sur case noire e3 · Pion blanc sur case noire g3 · Fou blanc sur case blanche h3 · Tour blanche sur case noire e1 · Roi blanc sur case noire g1 | Tour noire sur case blanche e8 · Dame noire sur case blanche g8 · Roi noir sur case noire h8 · Pion noir sur case noire a7 · Tour noire sur case noire e7 · Pion noir sur case blanche h7 · Pion noir sur case noire b6 · Pion blanc sur case blanche e6 · Pion noir sur case blanche g6 · Dame blanche sur case blanche b5 · Cavalier noir sur case noire c5 · Pion blanc sur case blanche a4 · Pion blanc sur case noire h4 · Pion blanc sur case noire c3 · Tour blanche sur case noire e3 · Pion blanc sur case noire g3 · Fou blanc sur case blanche h3 · Tour blanche sur case noire e1 · Roi blanc sur case noire g1 | Tour noire sur case blanche e8 · Dame noire sur case blanche g8 · Roi noir sur case noire h8 · Pion noir sur case noire a7 · Tour noire sur case noire e7 · Pion noir sur case blanche h7 · Pion noir sur case noire b6 · Pion blanc sur case blanche e6 · Pion noir sur case blanche g6 · Dame blanche sur case blanche b5 · Cavalier noir sur case noire c5 · Pion blanc sur case blanche a4 · Pion blanc sur case noire h4 · Pion blanc sur case noire c3 · Tour blanche sur case noire e3 · Pion blanc sur case noire g3 · Fou blanc sur case blanche h3 · Tour blanche sur case noire e1 · Roi blanc sur case noire g1 | Tour noire sur case blanche e8 · Dame noire sur case blanche g8 · Roi noir sur case noire h8 · Pion noir sur case noire a7 · Tour noire sur case noire e7 · Pion noir sur case blanche h7 · Pion noir sur case noire b6 · Pion blanc sur case blanche e6 · Pion noir sur case blanche g6 · Dame blanche sur case blanche b5 · Cavalier noir sur case noire c5 · Pion blanc sur case blanche a4 · Pion blanc sur case noire h4 · Pion blanc sur case noire c3 · Tour blanche sur case noire e3 · Pion blanc sur case noire g3 · Fou blanc sur case blanche h3 · Tour blanche sur case noire e1 · Roi blanc sur case noire g1 | Tour noire sur case blanche e8 · Dame noire sur case blanche g8 · Roi noir sur case noire h8 · Pion noir sur case noire a7 · Tour noire sur case noire e7 · Pion noir sur case blanche h7 · Pion noir sur case noire b6 · Pion blanc sur case blanche e6 · Pion noir sur case blanche g6 · Dame blanche sur case blanche b5 · Cavalier noir sur case noire c5 · Pion blanc sur case blanche a4 · Pion blanc sur case noire h4 · Pion blanc sur case noire c3 · Tour blanche sur case noire e3 · Pion blanc sur case noire g3 · Fou blanc sur case blanche h3 · Tour blanche sur case noire e1 · Roi blanc sur case noire g1 | Tour noire sur case blanche e8 · Dame noire sur case blanche g8 · Roi noir sur case noire h8 · Pion noir sur case noire a7 · Tour noire sur case noire e7 · Pion noir sur case blanche h7 · Pion noir sur case noire b6 · Pion blanc sur case blanche e6 · Pion noir sur case blanche g6 · Dame blanche sur case blanche b5 · Cavalier noir sur case noire c5 · Pion blanc sur case blanche a4 · Pion blanc sur case noire h4 · Pion blanc sur case noire c3 · Tour blanche sur case noire e3 · Pion blanc sur case noire g3 · Fou blanc sur case blanche h3 · Tour blanche sur case noire e1 · Roi blanc sur case noire g1 | Tour noire sur case blanche e8 · Dame noire sur case blanche g8 · Roi noir sur case noire h8 · Pion noir sur case noire a7 · Tour noire sur case noire e7 · Pion noir sur case blanche h7 · Pion noir sur case noire b6 · Pion blanc sur case blanche e6 · Pion noir sur case blanche g6 · Dame blanche sur case blanche b5 · Cavalier noir sur case noire c5 · Pion blanc sur case blanche a4 · Pion blanc sur case noire h4 · Pion blanc sur case noire c3 · Tour blanche sur case noire e3 · Pion blanc sur case noire g3 · Fou blanc sur case blanche h3 · Tour blanche sur case noire e1 · Roi blanc sur case noire g1 | 1 |
|   | a | b | c | d | e | f | g | h |   |

|   | a | b | c | d | e | f | g | h |   |
| 8 | Tour noire sur case blanche e8 · Dame noire sur case blanche g8 · Roi noir sur case noire h8 · Pion noir sur case noire a7 · Tour noire sur case noire e7 · Pion noir sur case blanche h7 · Pion noir sur case noire b6 · Cavalier noir sur case blanche e6 · Pion noir sur case blanche g6 · Pion blanc sur case blanche a4 · Pion blanc sur case noire h4 · Dame blanche sur case blanche b3 · Pion blanc sur case noire c3 · Tour blanche sur case noire e3 · Pion blanc sur case noire g3 · Fou blanc sur case blanche h3 · Tour blanche sur case noire e1 · Roi blanc sur case noire g1 | Tour noire sur case blanche e8 · Dame noire sur case blanche g8 · Roi noir sur case noire h8 · Pion noir sur case noire a7 · Tour noire sur case noire e7 · Pion noir sur case blanche h7 · Pion noir sur case noire b6 · Cavalier noir sur case blanche e6 · Pion noir sur case blanche g6 · Pion blanc sur case blanche a4 · Pion blanc sur case noire h4 · Dame blanche sur case blanche b3 · Pion blanc sur case noire c3 · Tour blanche sur case noire e3 · Pion blanc sur case noire g3 · Fou blanc sur case blanche h3 · Tour blanche sur case noire e1 · Roi blanc sur case noire g1 | Tour noire sur case blanche e8 · Dame noire sur case blanche g8 · Roi noir sur case noire h8 · Pion noir sur case noire a7 · Tour noire sur case noire e7 · Pion noir sur case blanche h7 · Pion noir sur case noire b6 · Cavalier noir sur case blanche e6 · Pion noir sur case blanche g6 · Pion blanc sur case blanche a4 · Pion blanc sur case noire h4 · Dame blanche sur case blanche b3 · Pion blanc sur case noire c3 · Tour blanche sur case noire e3 · Pion blanc sur case noire g3 · Fou blanc sur case blanche h3 · Tour blanche sur case noire e1 · Roi blanc sur case noire g1 | Tour noire sur case blanche e8 · Dame noire sur case blanche g8 · Roi noir sur case noire h8 · Pion noir sur case noire a7 · Tour noire sur case noire e7 · Pion noir sur case blanche h7 · Pion noir sur case noire b6 · Cavalier noir sur case blanche e6 · Pion noir sur case blanche g6 · Pion blanc sur case blanche a4 · Pion blanc sur case noire h4 · Dame blanche sur case blanche b3 · Pion blanc sur case noire c3 · Tour blanche sur case noire e3 · Pion blanc sur case noire g3 · Fou blanc sur case blanche h3 · Tour blanche sur case noire e1 · Roi blanc sur case noire g1 | Tour noire sur case blanche e8 · Dame noire sur case blanche g8 · Roi noir sur case noire h8 · Pion noir sur case noire a7 · Tour noire sur case noire e7 · Pion noir sur case blanche h7 · Pion noir sur case noire b6 · Cavalier noir sur case blanche e6 · Pion noir sur case blanche g6 · Pion blanc sur case blanche a4 · Pion blanc sur case noire h4 · Dame blanche sur case blanche b3 · Pion blanc sur case noire c3 · Tour blanche sur case noire e3 · Pion blanc sur case noire g3 · Fou blanc sur case blanche h3 · Tour blanche sur case noire e1 · Roi blanc sur case noire g1 | Tour noire sur case blanche e8 · Dame noire sur case blanche g8 · Roi noir sur case noire h8 · Pion noir sur case noire a7 · Tour noire sur case noire e7 · Pion noir sur case blanche h7 · Pion noir sur case noire b6 · Cavalier noir sur case blanche e6 · Pion noir sur case blanche g6 · Pion blanc sur case blanche a4 · Pion blanc sur case noire h4 · Dame blanche sur case blanche b3 · Pion blanc sur case noire c3 · Tour blanche sur case noire e3 · Pion blanc sur case noire g3 · Fou blanc sur case blanche h3 · Tour blanche sur case noire e1 · Roi blanc sur case noire g1 | Tour noire sur case blanche e8 · Dame noire sur case blanche g8 · Roi noir sur case noire h8 · Pion noir sur case noire a7 · Tour noire sur case noire e7 · Pion noir sur case blanche h7 · Pion noir sur case noire b6 · Cavalier noir sur case blanche e6 · Pion noir sur case blanche g6 · Pion blanc sur case blanche a4 · Pion blanc sur case noire h4 · Dame blanche sur case blanche b3 · Pion blanc sur case noire c3 · Tour blanche sur case noire e3 · Pion blanc sur case noire g3 · Fou blanc sur case blanche h3 · Tour blanche sur case noire e1 · Roi blanc sur case noire g1 | Tour noire sur case blanche e8 · Dame noire sur case blanche g8 · Roi noir sur case noire h8 · Pion noir sur case noire a7 · Tour noire sur case noire e7 · Pion noir sur case blanche h7 · Pion noir sur case noire b6 · Cavalier noir sur case blanche e6 · Pion noir sur case blanche g6 · Pion blanc sur case blanche a4 · Pion blanc sur case noire h4 · Dame blanche sur case blanche b3 · Pion blanc sur case noire c3 · Tour blanche sur case noire e3 · Pion blanc sur case noire g3 · Fou blanc sur case blanche h3 · Tour blanche sur case noire e1 · Roi blanc sur case noire g1 | 8 |
| 7 | Tour noire sur case blanche e8 · Dame noire sur case blanche g8 · Roi noir sur case noire h8 · Pion noir sur case noire a7 · Tour noire sur case noire e7 · Pion noir sur case blanche h7 · Pion noir sur case noire b6 · Cavalier noir sur case blanche e6 · Pion noir sur case blanche g6 · Pion blanc sur case blanche a4 · Pion blanc sur case noire h4 · Dame blanche sur case blanche b3 · Pion blanc sur case noire c3 · Tour blanche sur case noire e3 · Pion blanc sur case noire g3 · Fou blanc sur case blanche h3 · Tour blanche sur case noire e1 · Roi blanc sur case noire g1 | Tour noire sur case blanche e8 · Dame noire sur case blanche g8 · Roi noir sur case noire h8 · Pion noir sur case noire a7 · Tour noire sur case noire e7 · Pion noir sur case blanche h7 · Pion noir sur case noire b6 · Cavalier noir sur case blanche e6 · Pion noir sur case blanche g6 · Pion blanc sur case blanche a4 · Pion blanc sur case noire h4 · Dame blanche sur case blanche b3 · Pion blanc sur case noire c3 · Tour blanche sur case noire e3 · Pion blanc sur case noire g3 · Fou blanc sur case blanche h3 · Tour blanche sur case noire e1 · Roi blanc sur case noire g1 | Tour noire sur case blanche e8 · Dame noire sur case blanche g8 · Roi noir sur case noire h8 · Pion noir sur case noire a7 · Tour noire sur case noire e7 · Pion noir sur case blanche h7 · Pion noir sur case noire b6 · Cavalier noir sur case blanche e6 · Pion noir sur case blanche g6 · Pion blanc sur case blanche a4 · Pion blanc sur case noire h4 · Dame blanche sur case blanche b3 · Pion blanc sur case noire c3 · Tour blanche sur case noire e3 · Pion blanc sur case noire g3 · Fou blanc sur case blanche h3 · Tour blanche sur case noire e1 · Roi blanc sur case noire g1 | Tour noire sur case blanche e8 · Dame noire sur case blanche g8 · Roi noir sur case noire h8 · Pion noir sur case noire a7 · Tour noire sur case noire e7 · Pion noir sur case blanche h7 · Pion noir sur case noire b6 · Cavalier noir sur case blanche e6 · Pion noir sur case blanche g6 · Pion blanc sur case blanche a4 · Pion blanc sur case noire h4 · Dame blanche sur case blanche b3 · Pion blanc sur case noire c3 · Tour blanche sur case noire e3 · Pion blanc sur case noire g3 · Fou blanc sur case blanche h3 · Tour blanche sur case noire e1 · Roi blanc sur case noire g1 | Tour noire sur case blanche e8 · Dame noire sur case blanche g8 · Roi noir sur case noire h8 · Pion noir sur case noire a7 · Tour noire sur case noire e7 · Pion noir sur case blanche h7 · Pion noir sur case noire b6 · Cavalier noir sur case blanche e6 · Pion noir sur case blanche g6 · Pion blanc sur case blanche a4 · Pion blanc sur case noire h4 · Dame blanche sur case blanche b3 · Pion blanc sur case noire c3 · Tour blanche sur case noire e3 · Pion blanc sur case noire g3 · Fou blanc sur case blanche h3 · Tour blanche sur case noire e1 · Roi blanc sur case noire g1 | Tour noire sur case blanche e8 · Dame noire sur case blanche g8 · Roi noir sur case noire h8 · Pion noir sur case noire a7 · Tour noire sur case noire e7 · Pion noir sur case blanche h7 · Pion noir sur case noire b6 · Cavalier noir sur case blanche e6 · Pion noir sur case blanche g6 · Pion blanc sur case blanche a4 · Pion blanc sur case noire h4 · Dame blanche sur case blanche b3 · Pion blanc sur case noire c3 · Tour blanche sur case noire e3 · Pion blanc sur case noire g3 · Fou blanc sur case blanche h3 · Tour blanche sur case noire e1 · Roi blanc sur case noire g1 | Tour noire sur case blanche e8 · Dame noire sur case blanche g8 · Roi noir sur case noire h8 · Pion noir sur case noire a7 · Tour noire sur case noire e7 · Pion noir sur case blanche h7 · Pion noir sur case noire b6 · Cavalier noir sur case blanche e6 · Pion noir sur case blanche g6 · Pion blanc sur case blanche a4 · Pion blanc sur case noire h4 · Dame blanche sur case blanche b3 · Pion blanc sur case noire c3 · Tour blanche sur case noire e3 · Pion blanc sur case noire g3 · Fou blanc sur case blanche h3 · Tour blanche sur case noire e1 · Roi blanc sur case noire g1 | Tour noire sur case blanche e8 · Dame noire sur case blanche g8 · Roi noir sur case noire h8 · Pion noir sur case noire a7 · Tour noire sur case noire e7 · Pion noir sur case blanche h7 · Pion noir sur case noire b6 · Cavalier noir sur case blanche e6 · Pion noir sur case blanche g6 · Pion blanc sur case blanche a4 · Pion blanc sur case noire h4 · Dame blanche sur case blanche b3 · Pion blanc sur case noire c3 · Tour blanche sur case noire e3 · Pion blanc sur case noire g3 · Fou blanc sur case blanche h3 · Tour blanche sur case noire e1 · Roi blanc sur case noire g1 | 7 |
| 6 | Tour noire sur case blanche e8 · Dame noire sur case blanche g8 · Roi noir sur case noire h8 · Pion noir sur case noire a7 · Tour noire sur case noire e7 · Pion noir sur case blanche h7 · Pion noir sur case noire b6 · Cavalier noir sur case blanche e6 · Pion noir sur case blanche g6 · Pion blanc sur case blanche a4 · Pion blanc sur case noire h4 · Dame blanche sur case blanche b3 · Pion blanc sur case noire c3 · Tour blanche sur case noire e3 · Pion blanc sur case noire g3 · Fou blanc sur case blanche h3 · Tour blanche sur case noire e1 · Roi blanc sur case noire g1 | Tour noire sur case blanche e8 · Dame noire sur case blanche g8 · Roi noir sur case noire h8 · Pion noir sur case noire a7 · Tour noire sur case noire e7 · Pion noir sur case blanche h7 · Pion noir sur case noire b6 · Cavalier noir sur case blanche e6 · Pion noir sur case blanche g6 · Pion blanc sur case blanche a4 · Pion blanc sur case noire h4 · Dame blanche sur case blanche b3 · Pion blanc sur case noire c3 · Tour blanche sur case noire e3 · Pion blanc sur case noire g3 · Fou blanc sur case blanche h3 · Tour blanche sur case noire e1 · Roi blanc sur case noire g1 | Tour noire sur case blanche e8 · Dame noire sur case blanche g8 · Roi noir sur case noire h8 · Pion noir sur case noire a7 · Tour noire sur case noire e7 · Pion noir sur case blanche h7 · Pion noir sur case noire b6 · Cavalier noir sur case blanche e6 · Pion noir sur case blanche g6 · Pion blanc sur case blanche a4 · Pion blanc sur case noire h4 · Dame blanche sur case blanche b3 · Pion blanc sur case noire c3 · Tour blanche sur case noire e3 · Pion blanc sur case noire g3 · Fou blanc sur case blanche h3 · Tour blanche sur case noire e1 · Roi blanc sur case noire g1 | Tour noire sur case blanche e8 · Dame noire sur case blanche g8 · Roi noir sur case noire h8 · Pion noir sur case noire a7 · Tour noire sur case noire e7 · Pion noir sur case blanche h7 · Pion noir sur case noire b6 · Cavalier noir sur case blanche e6 · Pion noir sur case blanche g6 · Pion blanc sur case blanche a4 · Pion blanc sur case noire h4 · Dame blanche sur case blanche b3 · Pion blanc sur case noire c3 · Tour blanche sur case noire e3 · Pion blanc sur case noire g3 · Fou blanc sur case blanche h3 · Tour blanche sur case noire e1 · Roi blanc sur case noire g1 | Tour noire sur case blanche e8 · Dame noire sur case blanche g8 · Roi noir sur case noire h8 · Pion noir sur case noire a7 · Tour noire sur case noire e7 · Pion noir sur case blanche h7 · Pion noir sur case noire b6 · Cavalier noir sur case blanche e6 · Pion noir sur case blanche g6 · Pion blanc sur case blanche a4 · Pion blanc sur case noire h4 · Dame blanche sur case blanche b3 · Pion blanc sur case noire c3 · Tour blanche sur case noire e3 · Pion blanc sur case noire g3 · Fou blanc sur case blanche h3 · Tour blanche sur case noire e1 · Roi blanc sur case noire g1 | Tour noire sur case blanche e8 · Dame noire sur case blanche g8 · Roi noir sur case noire h8 · Pion noir sur case noire a7 · Tour noire sur case noire e7 · Pion noir sur case blanche h7 · Pion noir sur case noire b6 · Cavalier noir sur case blanche e6 · Pion noir sur case blanche g6 · Pion blanc sur case blanche a4 · Pion blanc sur case noire h4 · Dame blanche sur case blanche b3 · Pion blanc sur case noire c3 · Tour blanche sur case noire e3 · Pion blanc sur case noire g3 · Fou blanc sur case blanche h3 · Tour blanche sur case noire e1 · Roi blanc sur case noire g1 | Tour noire sur case blanche e8 · Dame noire sur case blanche g8 · Roi noir sur case noire h8 · Pion noir sur case noire a7 · Tour noire sur case noire e7 · Pion noir sur case blanche h7 · Pion noir sur case noire b6 · Cavalier noir sur case blanche e6 · Pion noir sur case blanche g6 · Pion blanc sur case blanche a4 · Pion blanc sur case noire h4 · Dame blanche sur case blanche b3 · Pion blanc sur case noire c3 · Tour blanche sur case noire e3 · Pion blanc sur case noire g3 · Fou blanc sur case blanche h3 · Tour blanche sur case noire e1 · Roi blanc sur case noire g1 | Tour noire sur case blanche e8 · Dame noire sur case blanche g8 · Roi noir sur case noire h8 · Pion noir sur case noire a7 · Tour noire sur case noire e7 · Pion noir sur case blanche h7 · Pion noir sur case noire b6 · Cavalier noir sur case blanche e6 · Pion noir sur case blanche g6 · Pion blanc sur case blanche a4 · Pion blanc sur case noire h4 · Dame blanche sur case blanche b3 · Pion blanc sur case noire c3 · Tour blanche sur case noire e3 · Pion blanc sur case noire g3 · Fou blanc sur case blanche h3 · Tour blanche sur case noire e1 · Roi blanc sur case noire g1 | 6 |
| 5 | Tour noire sur case blanche e8 · Dame noire sur case blanche g8 · Roi noir sur case noire h8 · Pion noir sur case noire a7 · Tour noire sur case noire e7 · Pion noir sur case blanche h7 · Pion noir sur case noire b6 · Cavalier noir sur case blanche e6 · Pion noir sur case blanche g6 · Pion blanc sur case blanche a4 · Pion blanc sur case noire h4 · Dame blanche sur case blanche b3 · Pion blanc sur case noire c3 · Tour blanche sur case noire e3 · Pion blanc sur case noire g3 · Fou blanc sur case blanche h3 · Tour blanche sur case noire e1 · Roi blanc sur case noire g1 | Tour noire sur case blanche e8 · Dame noire sur case blanche g8 · Roi noir sur case noire h8 · Pion noir sur case noire a7 · Tour noire sur case noire e7 · Pion noir sur case blanche h7 · Pion noir sur case noire b6 · Cavalier noir sur case blanche e6 · Pion noir sur case blanche g6 · Pion blanc sur case blanche a4 · Pion blanc sur case noire h4 · Dame blanche sur case blanche b3 · Pion blanc sur case noire c3 · Tour blanche sur case noire e3 · Pion blanc sur case noire g3 · Fou blanc sur case blanche h3 · Tour blanche sur case noire e1 · Roi blanc sur case noire g1 | Tour noire sur case blanche e8 · Dame noire sur case blanche g8 · Roi noir sur case noire h8 · Pion noir sur case noire a7 · Tour noire sur case noire e7 · Pion noir sur case blanche h7 · Pion noir sur case noire b6 · Cavalier noir sur case blanche e6 · Pion noir sur case blanche g6 · Pion blanc sur case blanche a4 · Pion blanc sur case noire h4 · Dame blanche sur case blanche b3 · Pion blanc sur case noire c3 · Tour blanche sur case noire e3 · Pion blanc sur case noire g3 · Fou blanc sur case blanche h3 · Tour blanche sur case noire e1 · Roi blanc sur case noire g1 | Tour noire sur case blanche e8 · Dame noire sur case blanche g8 · Roi noir sur case noire h8 · Pion noir sur case noire a7 · Tour noire sur case noire e7 · Pion noir sur case blanche h7 · Pion noir sur case noire b6 · Cavalier noir sur case blanche e6 · Pion noir sur case blanche g6 · Pion blanc sur case blanche a4 · Pion blanc sur case noire h4 · Dame blanche sur case blanche b3 · Pion blanc sur case noire c3 · Tour blanche sur case noire e3 · Pion blanc sur case noire g3 · Fou blanc sur case blanche h3 · Tour blanche sur case noire e1 · Roi blanc sur case noire g1 | Tour noire sur case blanche e8 · Dame noire sur case blanche g8 · Roi noir sur case noire h8 · Pion noir sur case noire a7 · Tour noire sur case noire e7 · Pion noir sur case blanche h7 · Pion noir sur case noire b6 · Cavalier noir sur case blanche e6 · Pion noir sur case blanche g6 · Pion blanc sur case blanche a4 · Pion blanc sur case noire h4 · Dame blanche sur case blanche b3 · Pion blanc sur case noire c3 · Tour blanche sur case noire e3 · Pion blanc sur case noire g3 · Fou blanc sur case blanche h3 · Tour blanche sur case noire e1 · Roi blanc sur case noire g1 | Tour noire sur case blanche e8 · Dame noire sur case blanche g8 · Roi noir sur case noire h8 · Pion noir sur case noire a7 · Tour noire sur case noire e7 · Pion noir sur case blanche h7 · Pion noir sur case noire b6 · Cavalier noir sur case blanche e6 · Pion noir sur case blanche g6 · Pion blanc sur case blanche a4 · Pion blanc sur case noire h4 · Dame blanche sur case blanche b3 · Pion blanc sur case noire c3 · Tour blanche sur case noire e3 · Pion blanc sur case noire g3 · Fou blanc sur case blanche h3 · Tour blanche sur case noire e1 · Roi blanc sur case noire g1 | Tour noire sur case blanche e8 · Dame noire sur case blanche g8 · Roi noir sur case noire h8 · Pion noir sur case noire a7 · Tour noire sur case noire e7 · Pion noir sur case blanche h7 · Pion noir sur case noire b6 · Cavalier noir sur case blanche e6 · Pion noir sur case blanche g6 · Pion blanc sur case blanche a4 · Pion blanc sur case noire h4 · Dame blanche sur case blanche b3 · Pion blanc sur case noire c3 · Tour blanche sur case noire e3 · Pion blanc sur case noire g3 · Fou blanc sur case blanche h3 · Tour blanche sur case noire e1 · Roi blanc sur case noire g1 | Tour noire sur case blanche e8 · Dame noire sur case blanche g8 · Roi noir sur case noire h8 · Pion noir sur case noire a7 · Tour noire sur case noire e7 · Pion noir sur case blanche h7 · Pion noir sur case noire b6 · Cavalier noir sur case blanche e6 · Pion noir sur case blanche g6 · Pion blanc sur case blanche a4 · Pion blanc sur case noire h4 · Dame blanche sur case blanche b3 · Pion blanc sur case noire c3 · Tour blanche sur case noire e3 · Pion blanc sur case noire g3 · Fou blanc sur case blanche h3 · Tour blanche sur case noire e1 · Roi blanc sur case noire g1 | 5 |
| 4 | Tour noire sur case blanche e8 · Dame noire sur case blanche g8 · Roi noir sur case noire h8 · Pion noir sur case noire a7 · Tour noire sur case noire e7 · Pion noir sur case blanche h7 · Pion noir sur case noire b6 · Cavalier noir sur case blanche e6 · Pion noir sur case blanche g6 · Pion blanc sur case blanche a4 · Pion blanc sur case noire h4 · Dame blanche sur case blanche b3 · Pion blanc sur case noire c3 · Tour blanche sur case noire e3 · Pion blanc sur case noire g3 · Fou blanc sur case blanche h3 · Tour blanche sur case noire e1 · Roi blanc sur case noire g1 | Tour noire sur case blanche e8 · Dame noire sur case blanche g8 · Roi noir sur case noire h8 · Pion noir sur case noire a7 · Tour noire sur case noire e7 · Pion noir sur case blanche h7 · Pion noir sur case noire b6 · Cavalier noir sur case blanche e6 · Pion noir sur case blanche g6 · Pion blanc sur case blanche a4 · Pion blanc sur case noire h4 · Dame blanche sur case blanche b3 · Pion blanc sur case noire c3 · Tour blanche sur case noire e3 · Pion blanc sur case noire g3 · Fou blanc sur case blanche h3 · Tour blanche sur case noire e1 · Roi blanc sur case noire g1 | Tour noire sur case blanche e8 · Dame noire sur case blanche g8 · Roi noir sur case noire h8 · Pion noir sur case noire a7 · Tour noire sur case noire e7 · Pion noir sur case blanche h7 · Pion noir sur case noire b6 · Cavalier noir sur case blanche e6 · Pion noir sur case blanche g6 · Pion blanc sur case blanche a4 · Pion blanc sur case noire h4 · Dame blanche sur case blanche b3 · Pion blanc sur case noire c3 · Tour blanche sur case noire e3 · Pion blanc sur case noire g3 · Fou blanc sur case blanche h3 · Tour blanche sur case noire e1 · Roi blanc sur case noire g1 | Tour noire sur case blanche e8 · Dame noire sur case blanche g8 · Roi noir sur case noire h8 · Pion noir sur case noire a7 · Tour noire sur case noire e7 · Pion noir sur case blanche h7 · Pion noir sur case noire b6 · Cavalier noir sur case blanche e6 · Pion noir sur case blanche g6 · Pion blanc sur case blanche a4 · Pion blanc sur case noire h4 · Dame blanche sur case blanche b3 · Pion blanc sur case noire c3 · Tour blanche sur case noire e3 · Pion blanc sur case noire g3 · Fou blanc sur case blanche h3 · Tour blanche sur case noire e1 · Roi blanc sur case noire g1 | Tour noire sur case blanche e8 · Dame noire sur case blanche g8 · Roi noir sur case noire h8 · Pion noir sur case noire a7 · Tour noire sur case noire e7 · Pion noir sur case blanche h7 · Pion noir sur case noire b6 · Cavalier noir sur case blanche e6 · Pion noir sur case blanche g6 · Pion blanc sur case blanche a4 · Pion blanc sur case noire h4 · Dame blanche sur case blanche b3 · Pion blanc sur case noire c3 · Tour blanche sur case noire e3 · Pion blanc sur case noire g3 · Fou blanc sur case blanche h3 · Tour blanche sur case noire e1 · Roi blanc sur case noire g1 | Tour noire sur case blanche e8 · Dame noire sur case blanche g8 · Roi noir sur case noire h8 · Pion noir sur case noire a7 · Tour noire sur case noire e7 · Pion noir sur case blanche h7 · Pion noir sur case noire b6 · Cavalier noir sur case blanche e6 · Pion noir sur case blanche g6 · Pion blanc sur case blanche a4 · Pion blanc sur case noire h4 · Dame blanche sur case blanche b3 · Pion blanc sur case noire c3 · Tour blanche sur case noire e3 · Pion blanc sur case noire g3 · Fou blanc sur case blanche h3 · Tour blanche sur case noire e1 · Roi blanc sur case noire g1 | Tour noire sur case blanche e8 · Dame noire sur case blanche g8 · Roi noir sur case noire h8 · Pion noir sur case noire a7 · Tour noire sur case noire e7 · Pion noir sur case blanche h7 · Pion noir sur case noire b6 · Cavalier noir sur case blanche e6 · Pion noir sur case blanche g6 · Pion blanc sur case blanche a4 · Pion blanc sur case noire h4 · Dame blanche sur case blanche b3 · Pion blanc sur case noire c3 · Tour blanche sur case noire e3 · Pion blanc sur case noire g3 · Fou blanc sur case blanche h3 · Tour blanche sur case noire e1 · Roi blanc sur case noire g1 | Tour noire sur case blanche e8 · Dame noire sur case blanche g8 · Roi noir sur case noire h8 · Pion noir sur case noire a7 · Tour noire sur case noire e7 · Pion noir sur case blanche h7 · Pion noir sur case noire b6 · Cavalier noir sur case blanche e6 · Pion noir sur case blanche g6 · Pion blanc sur case blanche a4 · Pion blanc sur case noire h4 · Dame blanche sur case blanche b3 · Pion blanc sur case noire c3 · Tour blanche sur case noire e3 · Pion blanc sur case noire g3 · Fou blanc sur case blanche h3 · Tour blanche sur case noire e1 · Roi blanc sur case noire g1 | 4 |
| 3 | Tour noire sur case blanche e8 · Dame noire sur case blanche g8 · Roi noir sur case noire h8 · Pion noir sur case noire a7 · Tour noire sur case noire e7 · Pion noir sur case blanche h7 · Pion noir sur case noire b6 · Cavalier noir sur case blanche e6 · Pion noir sur case blanche g6 · Pion blanc sur case blanche a4 · Pion blanc sur case noire h4 · Dame blanche sur case blanche b3 · Pion blanc sur case noire c3 · Tour blanche sur case noire e3 · Pion blanc sur case noire g3 · Fou blanc sur case blanche h3 · Tour blanche sur case noire e1 · Roi blanc sur case noire g1 | Tour noire sur case blanche e8 · Dame noire sur case blanche g8 · Roi noir sur case noire h8 · Pion noir sur case noire a7 · Tour noire sur case noire e7 · Pion noir sur case blanche h7 · Pion noir sur case noire b6 · Cavalier noir sur case blanche e6 · Pion noir sur case blanche g6 · Pion blanc sur case blanche a4 · Pion blanc sur case noire h4 · Dame blanche sur case blanche b3 · Pion blanc sur case noire c3 · Tour blanche sur case noire e3 · Pion blanc sur case noire g3 · Fou blanc sur case blanche h3 · Tour blanche sur case noire e1 · Roi blanc sur case noire g1 | Tour noire sur case blanche e8 · Dame noire sur case blanche g8 · Roi noir sur case noire h8 · Pion noir sur case noire a7 · Tour noire sur case noire e7 · Pion noir sur case blanche h7 · Pion noir sur case noire b6 · Cavalier noir sur case blanche e6 · Pion noir sur case blanche g6 · Pion blanc sur case blanche a4 · Pion blanc sur case noire h4 · Dame blanche sur case blanche b3 · Pion blanc sur case noire c3 · Tour blanche sur case noire e3 · Pion blanc sur case noire g3 · Fou blanc sur case blanche h3 · Tour blanche sur case noire e1 · Roi blanc sur case noire g1 | Tour noire sur case blanche e8 · Dame noire sur case blanche g8 · Roi noir sur case noire h8 · Pion noir sur case noire a7 · Tour noire sur case noire e7 · Pion noir sur case blanche h7 · Pion noir sur case noire b6 · Cavalier noir sur case blanche e6 · Pion noir sur case blanche g6 · Pion blanc sur case blanche a4 · Pion blanc sur case noire h4 · Dame blanche sur case blanche b3 · Pion blanc sur case noire c3 · Tour blanche sur case noire e3 · Pion blanc sur case noire g3 · Fou blanc sur case blanche h3 · Tour blanche sur case noire e1 · Roi blanc sur case noire g1 | Tour noire sur case blanche e8 · Dame noire sur case blanche g8 · Roi noir sur case noire h8 · Pion noir sur case noire a7 · Tour noire sur case noire e7 · Pion noir sur case blanche h7 · Pion noir sur case noire b6 · Cavalier noir sur case blanche e6 · Pion noir sur case blanche g6 · Pion blanc sur case blanche a4 · Pion blanc sur case noire h4 · Dame blanche sur case blanche b3 · Pion blanc sur case noire c3 · Tour blanche sur case noire e3 · Pion blanc sur case noire g3 · Fou blanc sur case blanche h3 · Tour blanche sur case noire e1 · Roi blanc sur case noire g1 | Tour noire sur case blanche e8 · Dame noire sur case blanche g8 · Roi noir sur case noire h8 · Pion noir sur case noire a7 · Tour noire sur case noire e7 · Pion noir sur case blanche h7 · Pion noir sur case noire b6 · Cavalier noir sur case blanche e6 · Pion noir sur case blanche g6 · Pion blanc sur case blanche a4 · Pion blanc sur case noire h4 · Dame blanche sur case blanche b3 · Pion blanc sur case noire c3 · Tour blanche sur case noire e3 · Pion blanc sur case noire g3 · Fou blanc sur case blanche h3 · Tour blanche sur case noire e1 · Roi blanc sur case noire g1 | Tour noire sur case blanche e8 · Dame noire sur case blanche g8 · Roi noir sur case noire h8 · Pion noir sur case noire a7 · Tour noire sur case noire e7 · Pion noir sur case blanche h7 · Pion noir sur case noire b6 · Cavalier noir sur case blanche e6 · Pion noir sur case blanche g6 · Pion blanc sur case blanche a4 · Pion blanc sur case noire h4 · Dame blanche sur case blanche b3 · Pion blanc sur case noire c3 · Tour blanche sur case noire e3 · Pion blanc sur case noire g3 · Fou blanc sur case blanche h3 · Tour blanche sur case noire e1 · Roi blanc sur case noire g1 | Tour noire sur case blanche e8 · Dame noire sur case blanche g8 · Roi noir sur case noire h8 · Pion noir sur case noire a7 · Tour noire sur case noire e7 · Pion noir sur case blanche h7 · Pion noir sur case noire b6 · Cavalier noir sur case blanche e6 · Pion noir sur case blanche g6 · Pion blanc sur case blanche a4 · Pion blanc sur case noire h4 · Dame blanche sur case blanche b3 · Pion blanc sur case noire c3 · Tour blanche sur case noire e3 · Pion blanc sur case noire g3 · Fou blanc sur case blanche h3 · Tour blanche sur case noire e1 · Roi blanc sur case noire g1 | 3 |
| 2 | Tour noire sur case blanche e8 · Dame noire sur case blanche g8 · Roi noir sur case noire h8 · Pion noir sur case noire a7 · Tour noire sur case noire e7 · Pion noir sur case blanche h7 · Pion noir sur case noire b6 · Cavalier noir sur case blanche e6 · Pion noir sur case blanche g6 · Pion blanc sur case blanche a4 · Pion blanc sur case noire h4 · Dame blanche sur case blanche b3 · Pion blanc sur case noire c3 · Tour blanche sur case noire e3 · Pion blanc sur case noire g3 · Fou blanc sur case blanche h3 · Tour blanche sur case noire e1 · Roi blanc sur case noire g1 | Tour noire sur case blanche e8 · Dame noire sur case blanche g8 · Roi noir sur case noire h8 · Pion noir sur case noire a7 · Tour noire sur case noire e7 · Pion noir sur case blanche h7 · Pion noir sur case noire b6 · Cavalier noir sur case blanche e6 · Pion noir sur case blanche g6 · Pion blanc sur case blanche a4 · Pion blanc sur case noire h4 · Dame blanche sur case blanche b3 · Pion blanc sur case noire c3 · Tour blanche sur case noire e3 · Pion blanc sur case noire g3 · Fou blanc sur case blanche h3 · Tour blanche sur case noire e1 · Roi blanc sur case noire g1 | Tour noire sur case blanche e8 · Dame noire sur case blanche g8 · Roi noir sur case noire h8 · Pion noir sur case noire a7 · Tour noire sur case noire e7 · Pion noir sur case blanche h7 · Pion noir sur case noire b6 · Cavalier noir sur case blanche e6 · Pion noir sur case blanche g6 · Pion blanc sur case blanche a4 · Pion blanc sur case noire h4 · Dame blanche sur case blanche b3 · Pion blanc sur case noire c3 · Tour blanche sur case noire e3 · Pion blanc sur case noire g3 · Fou blanc sur case blanche h3 · Tour blanche sur case noire e1 · Roi blanc sur case noire g1 | Tour noire sur case blanche e8 · Dame noire sur case blanche g8 · Roi noir sur case noire h8 · Pion noir sur case noire a7 · Tour noire sur case noire e7 · Pion noir sur case blanche h7 · Pion noir sur case noire b6 · Cavalier noir sur case blanche e6 · Pion noir sur case blanche g6 · Pion blanc sur case blanche a4 · Pion blanc sur case noire h4 · Dame blanche sur case blanche b3 · Pion blanc sur case noire c3 · Tour blanche sur case noire e3 · Pion blanc sur case noire g3 · Fou blanc sur case blanche h3 · Tour blanche sur case noire e1 · Roi blanc sur case noire g1 | Tour noire sur case blanche e8 · Dame noire sur case blanche g8 · Roi noir sur case noire h8 · Pion noir sur case noire a7 · Tour noire sur case noire e7 · Pion noir sur case blanche h7 · Pion noir sur case noire b6 · Cavalier noir sur case blanche e6 · Pion noir sur case blanche g6 · Pion blanc sur case blanche a4 · Pion blanc sur case noire h4 · Dame blanche sur case blanche b3 · Pion blanc sur case noire c3 · Tour blanche sur case noire e3 · Pion blanc sur case noire g3 · Fou blanc sur case blanche h3 · Tour blanche sur case noire e1 · Roi blanc sur case noire g1 | Tour noire sur case blanche e8 · Dame noire sur case blanche g8 · Roi noir sur case noire h8 · Pion noir sur case noire a7 · Tour noire sur case noire e7 · Pion noir sur case blanche h7 · Pion noir sur case noire b6 · Cavalier noir sur case blanche e6 · Pion noir sur case blanche g6 · Pion blanc sur case blanche a4 · Pion blanc sur case noire h4 · Dame blanche sur case blanche b3 · Pion blanc sur case noire c3 · Tour blanche sur case noire e3 · Pion blanc sur case noire g3 · Fou blanc sur case blanche h3 · Tour blanche sur case noire e1 · Roi blanc sur case noire g1 | Tour noire sur case blanche e8 · Dame noire sur case blanche g8 · Roi noir sur case noire h8 · Pion noir sur case noire a7 · Tour noire sur case noire e7 · Pion noir sur case blanche h7 · Pion noir sur case noire b6 · Cavalier noir sur case blanche e6 · Pion noir sur case blanche g6 · Pion blanc sur case blanche a4 · Pion blanc sur case noire h4 · Dame blanche sur case blanche b3 · Pion blanc sur case noire c3 · Tour blanche sur case noire e3 · Pion blanc sur case noire g3 · Fou blanc sur case blanche h3 · Tour blanche sur case noire e1 · Roi blanc sur case noire g1 | Tour noire sur case blanche e8 · Dame noire sur case blanche g8 · Roi noir sur case noire h8 · Pion noir sur case noire a7 · Tour noire sur case noire e7 · Pion noir sur case blanche h7 · Pion noir sur case noire b6 · Cavalier noir sur case blanche e6 · Pion noir sur case blanche g6 · Pion blanc sur case blanche a4 · Pion blanc sur case noire h4 · Dame blanche sur case blanche b3 · Pion blanc sur case noire c3 · Tour blanche sur case noire e3 · Pion blanc sur case noire g3 · Fou blanc sur case blanche h3 · Tour blanche sur case noire e1 · Roi blanc sur case noire g1 | 2 |
| 1 | Tour noire sur case blanche e8 · Dame noire sur case blanche g8 · Roi noir sur case noire h8 · Pion noir sur case noire a7 · Tour noire sur case noire e7 · Pion noir sur case blanche h7 · Pion noir sur case noire b6 · Cavalier noir sur case blanche e6 · Pion noir sur case blanche g6 · Pion blanc sur case blanche a4 · Pion blanc sur case noire h4 · Dame blanche sur case blanche b3 · Pion blanc sur case noire c3 · Tour blanche sur case noire e3 · Pion blanc sur case noire g3 · Fou blanc sur case blanche h3 · Tour blanche sur case noire e1 · Roi blanc sur case noire g1 | Tour noire sur case blanche e8 · Dame noire sur case blanche g8 · Roi noir sur case noire h8 · Pion noir sur case noire a7 · Tour noire sur case noire e7 · Pion noir sur case blanche h7 · Pion noir sur case noire b6 · Cavalier noir sur case blanche e6 · Pion noir sur case blanche g6 · Pion blanc sur case blanche a4 · Pion blanc sur case noire h4 · Dame blanche sur case blanche b3 · Pion blanc sur case noire c3 · Tour blanche sur case noire e3 · Pion blanc sur case noire g3 · Fou blanc sur case blanche h3 · Tour blanche sur case noire e1 · Roi blanc sur case noire g1 | Tour noire sur case blanche e8 · Dame noire sur case blanche g8 · Roi noir sur case noire h8 · Pion noir sur case noire a7 · Tour noire sur case noire e7 · Pion noir sur case blanche h7 · Pion noir sur case noire b6 · Cavalier noir sur case blanche e6 · Pion noir sur case blanche g6 · Pion blanc sur case blanche a4 · Pion blanc sur case noire h4 · Dame blanche sur case blanche b3 · Pion blanc sur case noire c3 · Tour blanche sur case noire e3 · Pion blanc sur case noire g3 · Fou blanc sur case blanche h3 · Tour blanche sur case noire e1 · Roi blanc sur case noire g1 | Tour noire sur case blanche e8 · Dame noire sur case blanche g8 · Roi noir sur case noire h8 · Pion noir sur case noire a7 · Tour noire sur case noire e7 · Pion noir sur case blanche h7 · Pion noir sur case noire b6 · Cavalier noir sur case blanche e6 · Pion noir sur case blanche g6 · Pion blanc sur case blanche a4 · Pion blanc sur case noire h4 · Dame blanche sur case blanche b3 · Pion blanc sur case noire c3 · Tour blanche sur case noire e3 · Pion blanc sur case noire g3 · Fou blanc sur case blanche h3 · Tour blanche sur case noire e1 · Roi blanc sur case noire g1 | Tour noire sur case blanche e8 · Dame noire sur case blanche g8 · Roi noir sur case noire h8 · Pion noir sur case noire a7 · Tour noire sur case noire e7 · Pion noir sur case blanche h7 · Pion noir sur case noire b6 · Cavalier noir sur case blanche e6 · Pion noir sur case blanche g6 · Pion blanc sur case blanche a4 · Pion blanc sur case noire h4 · Dame blanche sur case blanche b3 · Pion blanc sur case noire c3 · Tour blanche sur case noire e3 · Pion blanc sur case noire g3 · Fou blanc sur case blanche h3 · Tour blanche sur case noire e1 · Roi blanc sur case noire g1 | Tour noire sur case blanche e8 · Dame noire sur case blanche g8 · Roi noir sur case noire h8 · Pion noir sur case noire a7 · Tour noire sur case noire e7 · Pion noir sur case blanche h7 · Pion noir sur case noire b6 · Cavalier noir sur case blanche e6 · Pion noir sur case blanche g6 · Pion blanc sur case blanche a4 · Pion blanc sur case noire h4 · Dame blanche sur case blanche b3 · Pion blanc sur case noire c3 · Tour blanche sur case noire e3 · Pion blanc sur case noire g3 · Fou blanc sur case blanche h3 · Tour blanche sur case noire e1 · Roi blanc sur case noire g1 | Tour noire sur case blanche e8 · Dame noire sur case blanche g8 · Roi noir sur case noire h8 · Pion noir sur case noire a7 · Tour noire sur case noire e7 · Pion noir sur case blanche h7 · Pion noir sur case noire b6 · Cavalier noir sur case blanche e6 · Pion noir sur case blanche g6 · Pion blanc sur case blanche a4 · Pion blanc sur case noire h4 · Dame blanche sur case blanche b3 · Pion blanc sur case noire c3 · Tour blanche sur case noire e3 · Pion blanc sur case noire g3 · Fou blanc sur case blanche h3 · Tour blanche sur case noire e1 · Roi blanc sur case noire g1 | Tour noire sur case blanche e8 · Dame noire sur case blanche g8 · Roi noir sur case noire h8 · Pion noir sur case noire a7 · Tour noire sur case noire e7 · Pion noir sur case blanche h7 · Pion noir sur case noire b6 · Cavalier noir sur case blanche e6 · Pion noir sur case blanche g6 · Pion blanc sur case blanche a4 · Pion blanc sur case noire h4 · Dame blanche sur case blanche b3 · Pion blanc sur case noire c3 · Tour blanche sur case noire e3 · Pion blanc sur case noire g3 · Fou blanc sur case blanche h3 · Tour blanche sur case noire e1 · Roi blanc sur case noire g1 | 1 |
|   | a | b | c | d | e | f | g | h |   |

Dans la partie entre Anna Ushenina et Sophie Milliet, à la troisième ronde du Championnat d'Europe des nations 2013, Ushenina, avec les Blancs, montre l'exemple de ce que Susan Polgar qualifie de « clouage parfait. »
Dans la position du diagramme 1, les Noirs jouent 29... Cxe6 ? Le clouage qui va s'ensuivre sera « mortel » pour eux (un échange de dames par 29... Td8 30.a5 De8 aurait été meilleur). Les Blancs répondent par 30.Db3 (diagramme 2). Le cavalier e6 ne peut plus être sauvé. Les Noirs abandonnent rapidement : 30... Cg5 31.Dxg8 1-0